# Gaël Monfils
Gaël Sébastien Monfils (IPA: [ɡaɛl mɔ̃ˈfis]; Parigi, 1º settembre 1986) è un tennista francese.
Dotato di straordinaria potenza e velocità, è considerato uno dei maggiori talenti del circuito professionistico anche sotto il profilo tecnico. L'incapacità di restare concentrato per tutta la durata dell'incontro e una lunga serie di infortuni gli hanno impedito di attestarsi con regolarità ai vertici del tennis. Ha come miglior risultato nella classifica mondiale il 6º posto raggiunto il 7 novembre 2016.
Nel circuito maggiore vanta 13 titoli, di cui tre ATP 500, su 35 finali disputate, tre delle quali perse in tornei di categoria Masters 1000, ha inoltre disputato due semifinali in tornei del Grande Slam. Nel 2009 ha esordito nella squadra francese di Coppa Davis; nella prima giornata della finale di Coppa Davis 2014 persa 3-1 contro la Svizzera, ha sconfitto Roger Federer per 6-1, 6-4, 6-3. Tra gli juniores ha vinto tre tornei del Grande Slam ed è stato il nº 1 nel ranking mondiale di categoria.

## Vita privata
Nato a Parigi da madre della Martinica e padre della Guadalupa, è soprannominato "Lamonf" e "Sliderman". Ha intrapreso la carriera di tennista anche il fratello Daryl – con cui ha giocato nel torneo di doppio di Montpellier 2012 – che in seguito è diventato un procuratore sportivo per tennisti. La sorella minore Maelle ha ottenuto buoni risultati tra le juniores. Monfils si considera un caraibico anche per l'educazione tipica di quelle isole ricevuta dai genitori, ma è cresciuto nel XIX arrondissement di Parigi, quartiere popolato da immigrati alla periferia della capitale. Ha dichiarato di aver ereditato le doti atletiche dal padre Rufin, arrivato in Francia per giocare a calcio da professionista. Già velocissimo, da adolescente Gaël raccoglie eccellenti risultati in atletica leggera laureandosi campione francese dei 100 metri piani nelle categorie Under 13 e Under 14. Dalla madre Henryette, ex infermiera, ha imparato a considerare il tennis un gioco più che un lavoro; anche al termine delle più cocenti sconfitte abbraccia i rivali con gioia e spesso corregge sportivamente in loro favore punti che gli arbitri gli hanno assegnato.
Malgrado i bambini del vicinato lo prendessero in giro perché praticava uno sport riservato ai ricchi e ai bianchi, ha scelto il tennis perché è uno sport individuale e preferisce vincere o perdere da solo. Personaggi del suo ambiente hanno rivelato che gli piace trascorrere intere nottate in compagnia; Monfils comunque non beve alcolici e non fuma, ma preferisce altri passatempi che lo mantengono in buona salute come la musica, giocare a pallacanestro e riparare orologi. Il suo ex allenatore Mikael Tillström ha inoltre affermato che è un gran lavoratore e che si allena duramente. Nel 2004, quando ha deciso di dedicarsi al tennis professionistico, si è trasferito a vivere in Svizzera. All'inizio del 2019 inizia la sua relazione con la tennista Elina Svitolina – ex nº 3 del mondo – si sono sposati il 16 luglio 2021 e nell'ottobre 2022 hanno avuto la prima figlia Skaï.

## Carriera

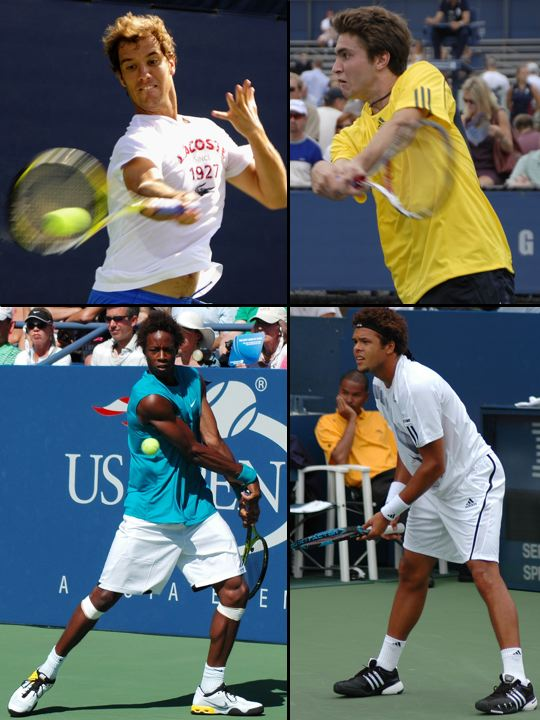
In senso orario da sinistra in alto: Gasquet, Simon, Tsonga e Monfils

### Inizi
Scopre il tennis a 4 anni a La Courneuve, nella regione parigina; si mette in luce giovanissimo e a 13 anni esce definitivamente di casa per entrare in un centro della Federazione tennistica di Francia vicino a Parigi. In seguito si sposta in altri centri federali dove gioca con Gilles Simon, Richard Gasquet e Jo-Wilfried Tsonga, con i quali formerà il gruppo dei "quattro nuovi moschettieri del tennis francese" nel prosieguo della carriera.

### Tra gli juniores: tre titoli del Grande Slam e nº 1 del mondo
Fa il suo esordio nell'ITF Junior Circuit nel gennaio 2002 e a luglio vince il primo titolo al torneo German Junior Open di Grade 1. Ad agosto prende parte con la squadra francese alla Coppa Davis Junior e vince tutti gli incontri disputati eccetto quello di doppio nella fase a gruppi contro l'Uruguay, che si qualifica per i quarti, mentre la Francia vincerà le due successive sfide e si piazza al 5º posto. Nel gennaio 2003 vince il suo unico titolo in doppio da juniores in un torneo Grade 2 australiano. Ai successivi Australian Open esce di scena nei quarti di finale in singolare. Torna a mettersi in luce a fine stagione raggiungendo la finale al prestigioso Orange Bowl, persa contro Marcos Baghdatis.
Il 1º febbraio 2004 arriva il suo primo grande trionfo al torneo di singolare degli Australian Open, non perde alcun set in tutto il torneo e supera in finale il compagno di doppio Josselin Ouanna; il giorno dopo sale in vetta al ranking mondiale di categoria. Torna in campo 4 mesi dopo e continua a dominare vincendo il Roland Garros, perde l'unico set del torneo al primo turno e in finale concede 4 soli giochi ad Alex Kuznetsov. Vince anche il successivo Grade 1 di Roehampton sconfiggendo in finale Andy Murray. Il quarto successo consecutivo arriva al torneo di Wimbledon con la vittoria in finale sul britannico Miles Kasiri. Il suo ultimo impegno da juniores è agli US Open 2004, dove perde l'opportunità di conquistare il Grande Slam per la sconfitta subita al terzo turno contro Viktor Troicki.

### 2003-2004: esordi tra i professionisti e primo titolo ITF
Nel febbraio 2003 debutta nel circuito ITF perdendo al primo turno del Futures France F5, e a luglio vince il primo incontro ITF al Futures France F13. Gioca con maggiore continuità nel 2004 e a febbraio debutta nel circuito Challenger con una sconfitta al primo turno a Cherbourg. In aprile perde la sua prima finale ITF al Futures F4 di Bergamo e la settimana dopo vince il primo titolo da professionista all'ITF Futures Great Britain F1 battendo in finale Alex Bogdanović. A luglio vince il primo incontro in un Challenger al Riviera di Rimini. In ottobre debutta nel circuito ATP battendo al primo turno dell'Open de Moselle a Metz il nº 49 del mondo Xavier Malisse e viene eliminato al terzo turno da Richard Gasquet. Chiude l'annata disputando il primo Masters 1000 a Parigi-Bercy, nel quale supera al primo turno il nº 75 ATP Thomas Enqvist prima della sconfitta per 3-6, 6-7 subita al secondo contro il nº 3 Lleyton Hewitt, che sarà ricordata a lungo da Monfils come il miglior incontro della carriera. Chiude al 239º posto mondiale la stagione che aveva iniziato al 925º.

### 2005: prima vittoria su un top 10, primi titoli ATP e Challenger e top 30 nel ranking
Nel suo primo incontro del 2005 batte nel torneo di Doha il nº 10 del mondo Gastón Gaudio. Debutta quindi in un torneo degli Slam agli Australian Open spingendosi fino al secondo turno. Il 20 febbraio vince il primo trofeo Challenger a Besançon battendo in finale Christophe Rochus 6-3, 2-6, 6-3. Si comporta bene anche nei primi Masters 1000 stagionali; all'Indian Wells Open esce al secondo turno e al Miami Open viene eliminato agli ottavi dal nº 28 ATP Dominik Hrbatý dopo che aveva sconfitto al secondo turno il nº 15 Nikolaj Davydenko. Eliminato al primo turno a Montecarlo e a Barcellona, vince in maggio la prima edizione del Challenger Tunis Open, risultato che gli consente di entrare per la prima volta tra i top 100 del ranking, al 79º posto. Al suo esordio al Roland Garros perde al primo turno dal nº 10 Guillermo Cañas.
Gli va meglio nel debutto a Wimbledon, dove arriva al terzo turno e viene sconfitto dal nº 17 ATP Mario Ančić. Il 7 agosto conquista al Sopot Open il suo primo titolo ATP battendo in finale Florian Mayer con il punteggio di 7-6, 4-6, 7-5. Subito dopo esce al terzo turno del Cincinnati Open e al suo debutto negli US Open perde al primo turno contro il nº 97 ATP Novak Đoković con il punteggio di 5-7, 6-4, 6-7, 6-0, 5-7. Nell'ottobre successivo perde le prime due della lunga fila di finali ATP in cui soccomberà nel prosieguo della carriera, rispettivamente a Metz contro il nº 16 ATP Ivan Ljubičić e a Lione contro il nº 3 Andy Roddick. A fine 2005 si trova con il nuovo best ranking alla 30ª posizione mondiale.

### 2006: semifinale a Roma e primi seri infortuni
Il 2006 si rivela un anno denso di infortuni per Monfils, che comunque inizia bene con la finale nel torneo di Doha, in cui viene battuto dal nº 1 al mondo Roger Federer 3-6, 6-7, mentre all'Australian Open esce al primo turno. All'Indian Wells Open viene eliminato da Ljubičić al terzo turno. Torna a mettersi in luce agli Internazionali d'Italia con le vittorie su Tommy Haas, Robby Ginepri e Fabrice Santoro nei primi turni, nei quarti supera 6-2, 6-3 il nº 5 ATP Roddick e si ferma in semifinale, battuto dal nº 2 Nadal 2-6, 2-6. Al Roland Garros giunge per la prima volta agli ottavi di finale di una prova del Grande Slam e viene eliminato da Djokovic dopo aver superato al turno precedente in 5 set il nº 8 ATP James Blake, risultato che lo proietta al 23º posto del ranking.
In preparazione a Wimbledon gioca sull'erba del Queen's, dove per il terzo torneo di fila batte un top 10 superando al terzo turno il nº 4 Ljubičić, ma al terzo turno soffre il primo infortunio stagionale durante l'incontro con Blake. Costretto al ritiro per mal di schiena, affretta il rientro e la settimana dopo perde al primo turno a Wimbledon in quattro set da Igor Kunitsyn. Un nuovo infortunio, questa volta al piede destro, lo costringe a uno stop di sei settimane e rientra al Cincinnati Open battendo al primo turno Safin e perdendo in tre set dal nº 10 Marcos Baghdatis al secondo. Viene quindi eliminato al secondo turno degli US Open dal nº 82 Wesley Moodie. Subito dopo subisce una frattura da stress al piede sinistro e torna in ottobre al Madrid Open, ma si ritira al primo turno con una distorsione alla caviglia destra. Rientra poco dopo al Paris Masters, viene di nuovo eliminato al primo turno e chiude la tribolata annata 46º.

### 2007: nuovo infortunio

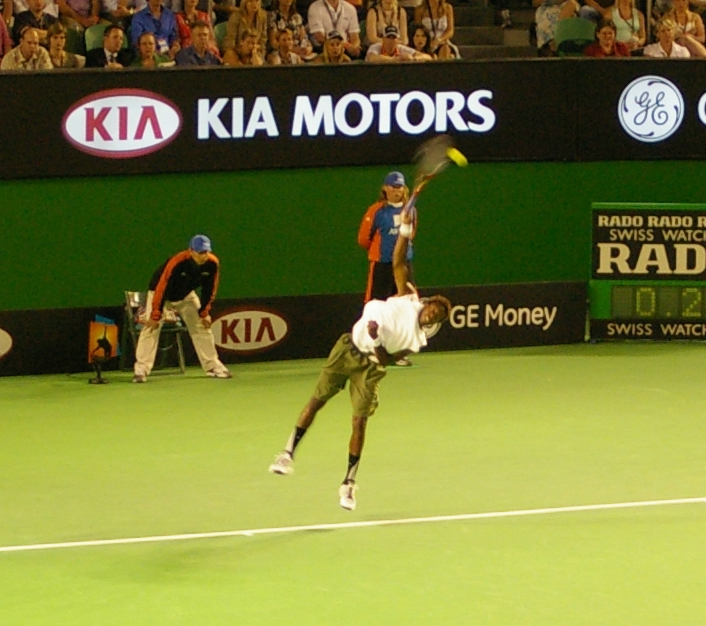
Monfils agli Australian Open 2007

Inizia il 2007 con due sconfitte precoci a Doha e Auckland, ma agli Australian Open arriva per la prima volta al terzo turno battendo il nº 11 Baghdatis prima di soccombere a Gasquet. Interrompe una serie di 3 sconfitte al primo turno, l'ultima a Indian Wells, e vince il Sunrise Challenger battendo Seppi in finale. Subito dopo arrivano altre 4 sconfitte di fila nei primi turni, tra le quali quelle nei Masters di Miami, Monte-Carlo e Roma. Il 14 maggio si trova al 73º posto del ranking ma si riprende a fine mese arrivando in finale dell'ATP di Poertschach, dove perde da Juan Mónaco dopo aver eliminato nei quarti Roddick e in semifinale Hewitt. In entrambi gli Slam estivi non va oltre il terzo turno, sconfitto da David Nalbandian al Roland Garros e dal nº 4 del mondo Nikolaj Davydenko a Wimbledon. Si prende la rivincita sul russo al primo turno a Gstaad e perde nei quarti da Paul-Henri Mathieu. Nel successivo torneo di Washington viene sorprendentemente sconfitto in semifinale dal nº 416 John Isner per 7-6, 6-7, 6-7. Simile sorte subisce in semifinale dell'Open di Romania, eliminato in 2 set dall'idolo locale e nº 151 ATP Victor Hănescu. Chiude la stagione a metà settembre e un infortunio al ginocchio destro lo costringe a una lunga pausa.

### 2008: semifinale al Roland Garros e quarti di finale alle Olimpiadi di Pechino
Torna nel circuito dopo 5 mesi e mezzo e nei primi quattro tornei non supera mai il secondo turno; ci riesce a Monte-Carlo e viene sconfitto al terzo turno da Federer. Dopo l'eliminazione al secondo turno a Roma vince il Challenger Morocco Tour Marrakech battendo in finale Chardy. Poco dopo disputa il suo miglior Roland Garros, al terzo turno supera in rimonta Jürgen Melzer per 4-6, 7-5, 4-6, 6-0, 6-2, al quarto turno il nº 30 ATP Ljubičić, nei quarti il nº 5 Ferrer, entrambi in 4 set, e viene eliminato in semifinale da Federer con il punteggio di 2-6, 7-5, 3-6, 5-7. Si prepara per Wimbledon arrivando in semifinale al torneo di Nottingham, che perde da Ivo Karlović dopo due tie-break.
Deve quindi saltare lo Slam londinese per un infortunio alla spalla destra e in luglio ingaggia Roger Rasheed, l'allenatore australiano che ha guidato Lleyton Hewitt a grandi risultati. Torna in campo verso fine luglio con deludenti risultati ai Masters di Toronto e Cincinnati ma disputa un ottimo torneo alle Olimpiadi di Pechino superando nell'ordine il nº 12 Nicolás Almagro, il 57 Hănescu e l'8 Nalbandian prima di arrendersi nei quarti al nº 3 Djokovic con il risultato di 6-4, 1-6, 4-6. Ai successivi US Open arriva per la prima volta al quarto turno e viene superato in 3 set dal padrone di casa Mardy Fish. È ottima anche l'ultima parte della stagione con la semifinale raggiunta a Bangkok, la finale a Vienna (persa contro Philipp Petzschner per 4-6, 4-6), i quarti al Madrid Open (persi contro il nº 4 Andy Murray) e gli ottavi al Paris Masters (sconfitto da Nadal). L'ottima stagione viene coronata a fine anno con il 14º posto al mondo, suo nuovo best ranking.

### 2009: top 10, secondo titolo ATP e finale al Masters di Parigi-Bercy
Comincia il 2009 dal torneo di Doha e per la prima volta in carriera batte Nadal nei quarti con il punteggio di 6-4, 6-4 prima di cedere in semifinale a Roddick per 6-7, 6-3, 3-6. Ai successivi Australian Open si ritira durante la partita di quarto turno contro Gilles Simon per infortunio al polso destro che lo tiene fuori 3 settimane. Rientra all'ATP 500 di Rotterdam e in semifinale si arrende a Nadal con il punteggio di 4-6, 4-6. Questi risultati lo portano per la prima volta tra i Top 10 il 23 febbraio. Subito dopo all'ATP 500 di Acapulco perde la finale, la sesta consecutiva nel circuito, contro il nº 21 Nicolás Almagro. Viene eliminato subito a Indian Wells mentre al Miami Open esce al quarto turno contro il nº 6 ATP Roddick dopo aver annullato due match-point al 23 Safin nel terzo turno. L'esordio stagionale sul rosso avviene a Monte-Carlo con la sconfitta al primo turno patita contro Janko Tipsarević; si infortuna quindi al ginocchio sinistro e rientra sei settimane dopo al Roland Garros prendendosi la rivincita su Roddick al quarto turno prima di arrendersi in tre set al nº 2 Federer nei quarti di finale.

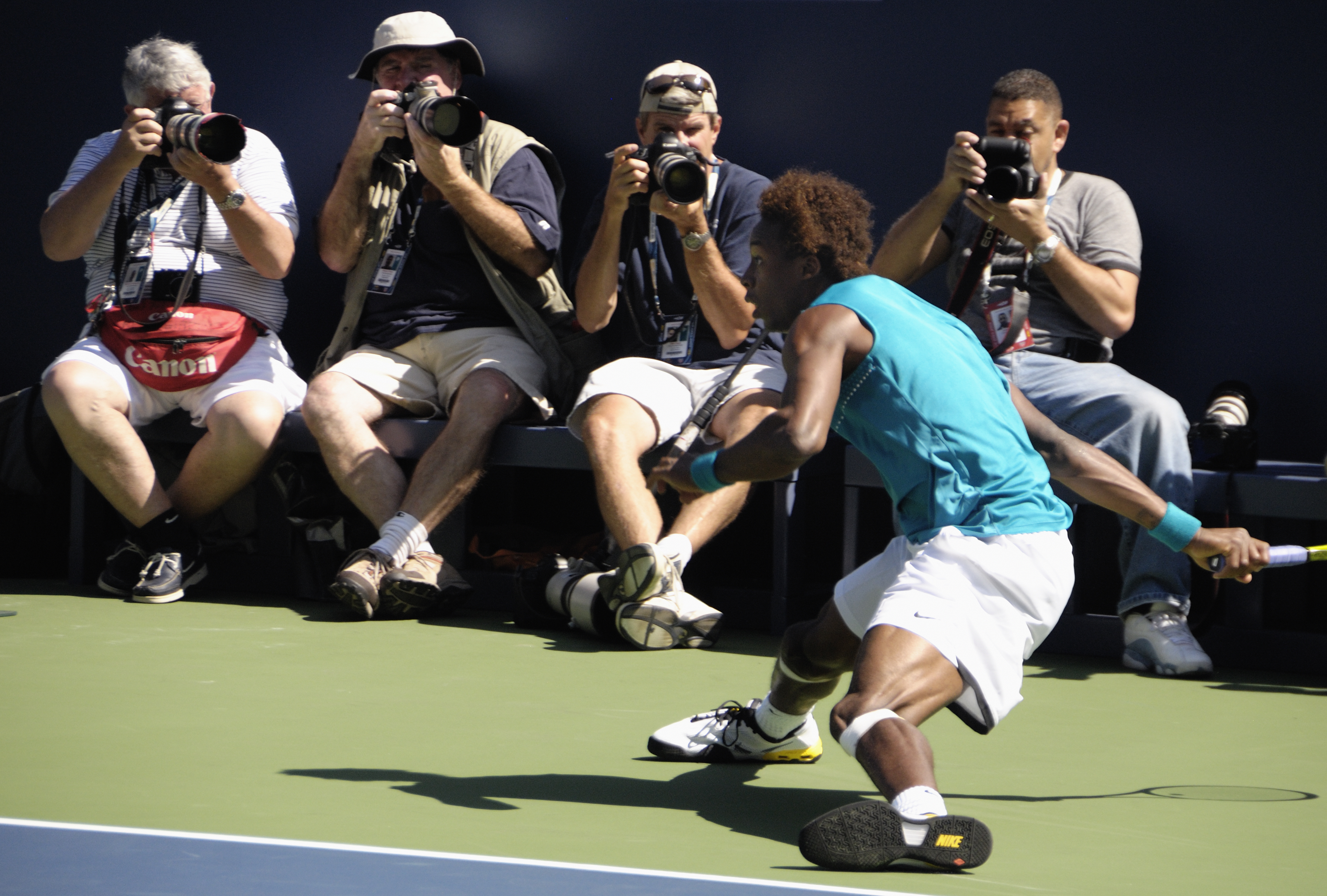
Monfils agli US Open 2009

Si ritira nuovamente dopo aver passato il secondo turno sull'erba del Queen's per un dolore al polso sinistro che gli impedisce di giocare a Wimbledon. Rientra due mesi dopo per disputare i due Masters americani sul cemento, senza risultati di rilievo; gioca invece bene agli US Open ma perde di nuovo da Nadal al quarto turno con il punteggio di 7-6, 3-6, 1-6, 3-6. Pochi giorni dopo perde il primo singolare contro Thiemo de Bakker nello spareggio di Coppa Davis con i Paesi Bassi che la Francia riesce comunque a vincere per 4-1. Il 27 settembre si aggiudica finalmente la sua seconda finale ATP battendo in finale per 7-6, 3-6, 6-2 Philipp Kohlschreiber al torneo di Metz. Affronta quindi la trasferta asiatica perdendo ai quarti a Kuala Lumpur da Davydenko, in semifinale a Tokyo da Tsonga e al terzo turno dello Shanghai Masters da Ljubicic. Torna in finale nel suo ultimo impegno di stagione al Masters di Parigi-Bercy, la sua prima finale in un Masters 1000; viene battuto dal nº 3 Djokovic per 2-6, 7-5, 6-7 dopo aver superato il nº 13 Marin Čilić nei quarti e il 14 Radek Štěpánek in semifinale.

### 2010: quarti di finale agli US Open, finale di Davis e terzo titolo ATP
Monfils inizia la nuova stagione al Brisbane International 2010 e perde 2-6, 1-6 la semifinale da Štěpánek. Agli Australian Open si ferma al terzo turno contro il nº 28 John Isner con il punteggio di 1-6, 6-4, 6-7, 6-7. Al South Africa Open viene battuto in semifinale da Feliciano López in 3 set e nel torneo di Rotterdam si ferma nei quarti contro Michail Južnyj. Nel primo turno di Coppa Davis 2010 vince il suo singolare contro Kohlschreiber. Dopo l'eliminazione al primo incontro all'Indian Wells Open, un infortunio alla mano sinistra lo costringe a uno stop di due mesi. Rientra in maggio al Madrid Open e arriva nei quarti di finale, dove perde contro Nadal in 2 set. Al Roland Garros viene superato al secondo turno in 5 set dall'emergente Fognini, mentre a Wimbledon è Lleyton Hewitt che lo elimina in tre set. Pochi giorni dopo vince in 5 set contro l'ostico David Ferrer il singolare di apertura della sfida nei quarti di Coppa Davis vinta dalla Francia per 4-1.

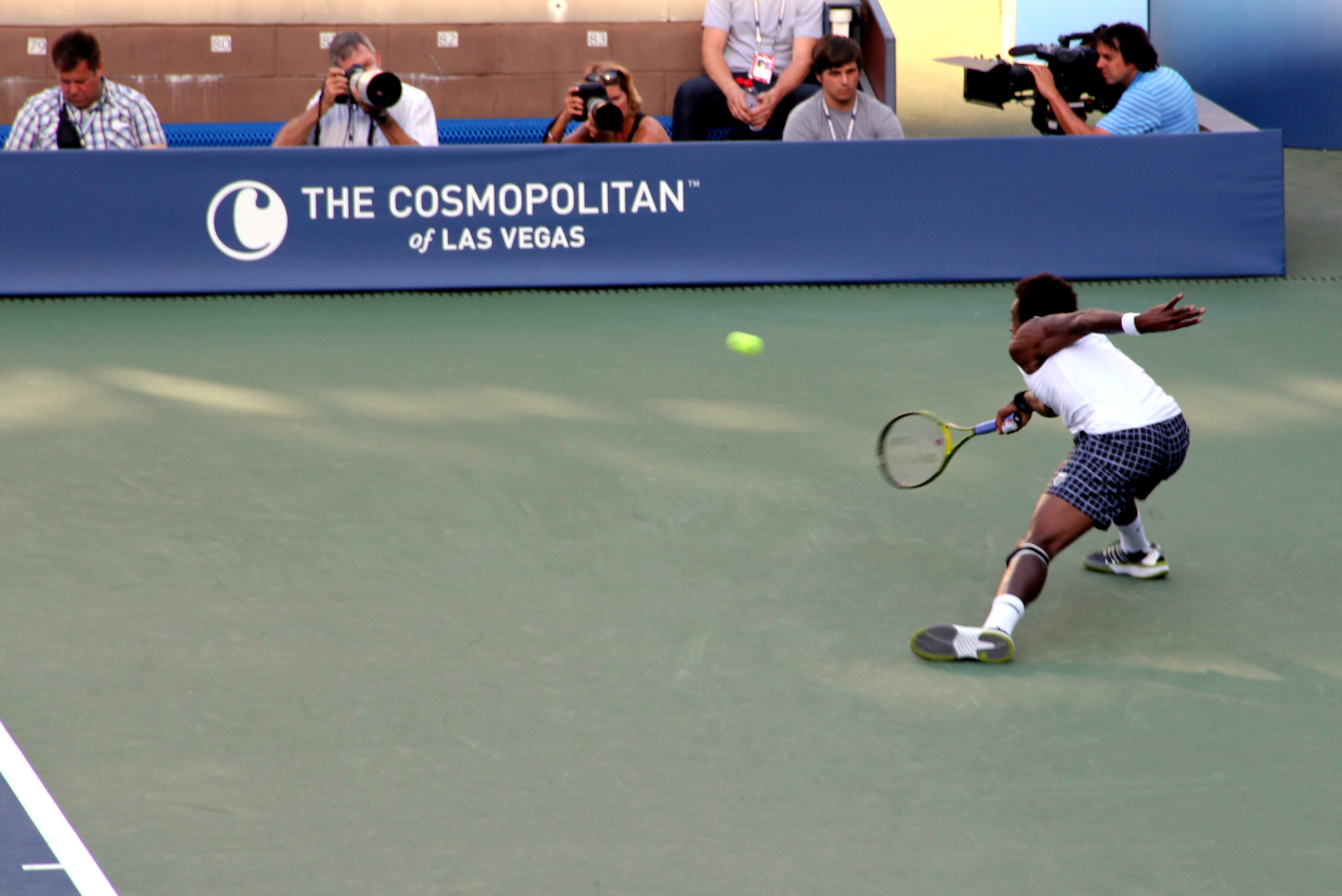
Monfils agli US Open 2010

La seconda parte del 2010 è soddisfacente per il francese. In luglio arriva in semifinale a Stoccarda e si deve ritirare contro Albert Montañés per un infortunio alla caviglia destra quando era sotto di un set e avanti 2-1 al secondo. Dopo 3 settimane di stop perde al terzo turno da Andy Murray al terzo turno del Masters 1000 a Toronto, mentre in quello di Miami esce al primo turno. Si spinge quindi per la prima volta fino ai quarti di finale agli US Open, dove viene battuto da Đoković in tre set. In semifinale di Coppa Davis impiega 4 set per avere ragione di David Nalbandian nella sfida vinta 5-0 contro l'Argentina. In ottobre perde 1-6 5-7 la finale a Tokyo contro Rafael Nadal e a fine mese centra la sua terza vittoria ATP a Montpellier sconfiggendo in finale Ljubičić per 6-2, 5-7, 6-1. In novembre perde nuovamente la finale al Masters 1000 di Parigi Bercy, questa volta contro il n 5 ATP Robin Söderling con lo score di 1-6, 6-7 dopo aver battuto al terzo turno il nº 9 Verdasco, nei quarti il nº 4 Murray e in semifinale il nº 2 Federer. L'ultimo impegno di stagione è la finale di Davis persa 3-2 contro la Serbia, in cui Monfils vince il primo singolare contro Tipsarevic e perde il secondo contro Djokovic.

### 2011: numero 7 del mondo e quarto titolo ATP

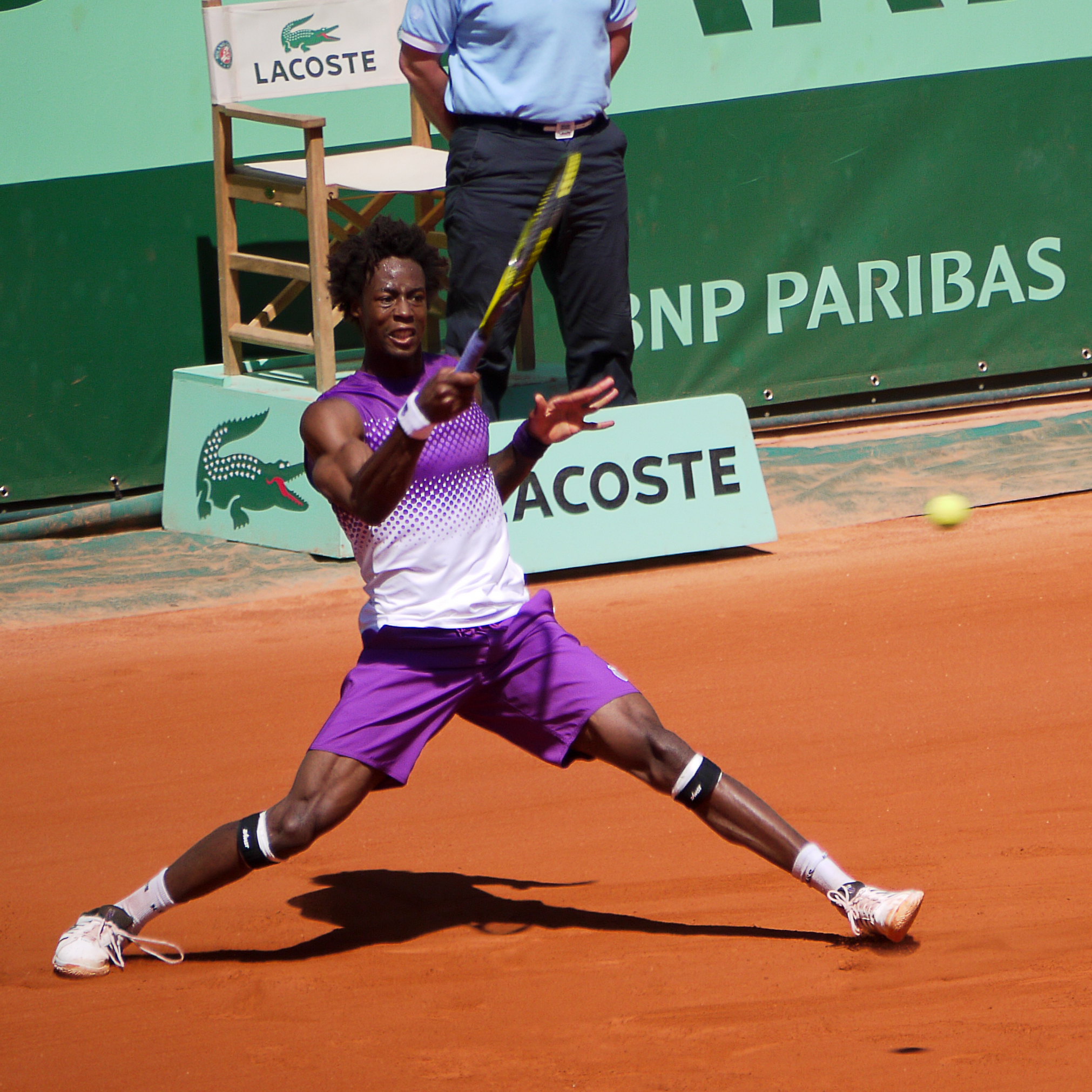
Monfils al Roland Garros 2011

Il nuovo anno si apre per Monfils con la sconfitta in tre set da Stan Wawrinka nel terzo turno degli Australian Open 2011. Arriva poi in semifinale dell'ATP 250 di San José, negli Stati Uniti, ma si ritira prima dell'incontro con Raonic per un infortunio al polso sinistro che lo obbliga a uno stop di due mesi. Il 4 aprile torna comunque nella Top 10 da cui era uscito nel maggio 2009. Rientra per la stagione europea sulla terra rossa e nei 4 tornei disputati prima del Roland Garros si mette in luce solo nell'ATP 500 di Barcellona, dove perde nei quarti dal futuro vincitore del torneo Nadal. Nello Slam parigino viene battuto nei quarti da Federer in 3 set dopo aver sconfitto il nº 7 David Ferrer al quarto turno al termine di una battaglia conclusasi con il punteggio di 6-4, 2-6, 7-5, 1-6, 8-6. Il debutto stagionale sull'erba avviene al torneo di Halle e viene battuto in semifinale da Kohlschreiber, che si aggiudicherà il torneo, mentre a Wimbledon non va oltre il terzo turno, risultato che comunque gli permette il suo nuovo best ranking con la 7ª posizione il 4 luglio.
Si prende la rivincita su Kohlschreiber battendolo in singolare nella sfida dei quarti di Coppa Davis vinta dalla Francia per 4-1. A metà luglio scade il contratto con Rasheed e Monfils promuove allenatore il proprio preparatore atletico Patrick Chamagne. Dopo aver perso nei quarti ad Amburgo contro Gilles Simon, perde la sua 11ª finale ATP in carriera sul cemento di Washington contro Radek Štěpánek. La tournée americana continua con le due sconfitte nei quarti contro Djokovic sia al Masters canadese che in quello di Cincinnati, delude invece agli US Open con la sconfitta al secondo turno contro il nº 105 Juan Carlos Ferrero. Un infortunio al ginocchio gli impedisce di giocare la semifinale di Davis persa dalla Francia contro la Spagna. Partecipa quindi al Thailand Open e perde l'equilibrata semifinale con il nº 55 Donald Young per 6-4, 6-7, 6-7. Un nuovo problema al ginocchio sinistro gli fa rinunciare ai successivi tornei asiatici e al rientro vince il suo quarto titolo ATP allo Stockholm Open battendo in finale Jarkko Nieminen per 7-5, 3-6, 6-2. Chiude la stagione con l'uscita nei quarti a Valencia e con la sconfitta al primo turno del Masters di Parigi-Bercy, che gli fa perdere molti dei punti guadagnati con la finale dell'anno prima e a fine anno è 16º nel ranking.

### 2012: infortunio al ginocchio e crollo nel ranking

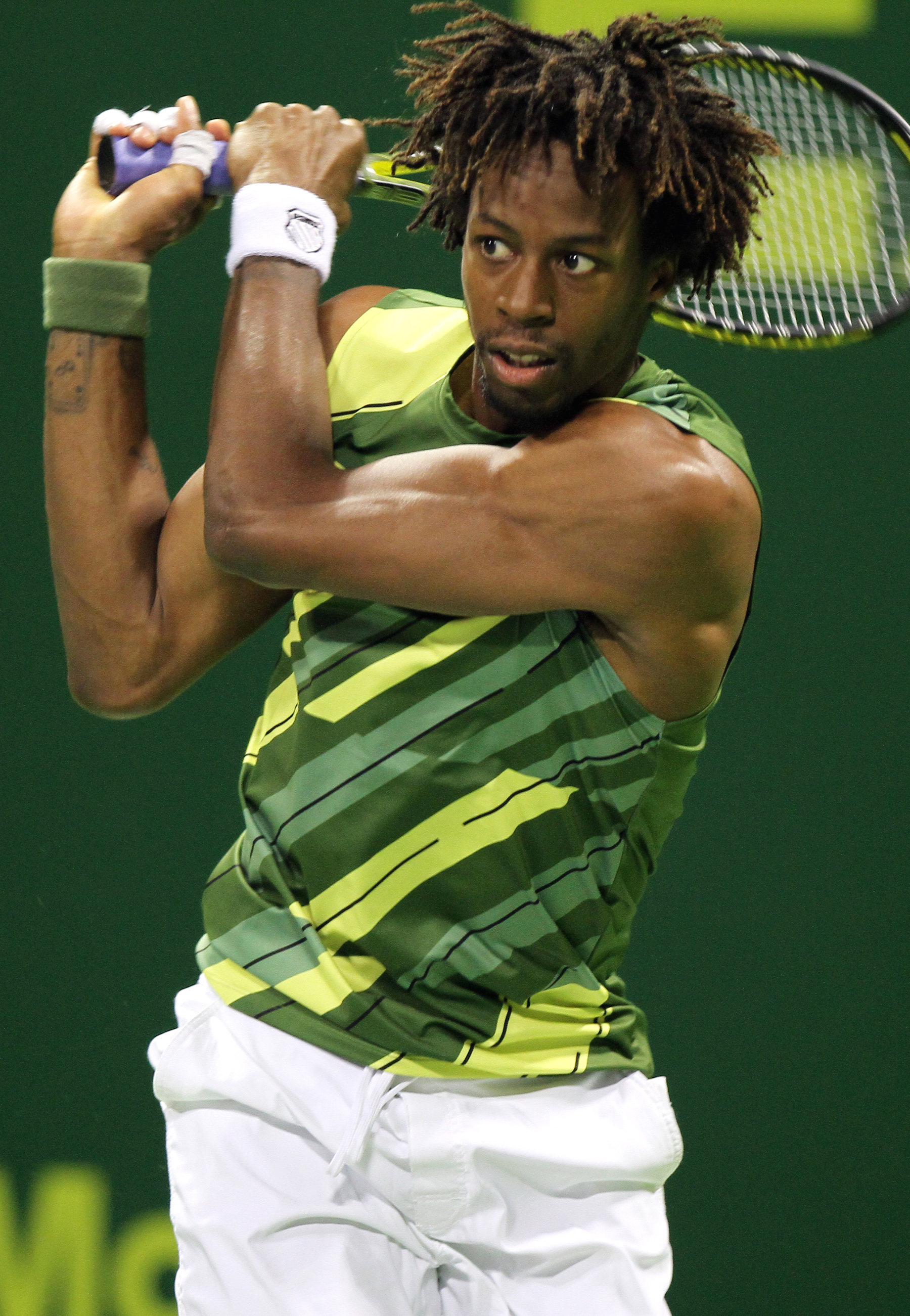
Monfils a Doha nel 2012

Il 2012 è un anno difficile per il francese, che deve imparare a convivere con un ricorrente problema al ginocchio destro ed è costretto a rinunciare a tutte le prove dello Slam, eccezion fatta per gli Australian Open, e a disputare solo 29 incontri in tutto l'arco della stagione. Il debutto a gennaio a Doha è molto positivo malgrado la sconfitta in finale contro Tsonga, con la grande vittoria per 6-3, 6-4 contro Nadal in semifinale. Agli Australian Open deve invece fermarsi al terzo turno sconfitto da Michail Kukuškin in 5 set. Torna in finale il 5 febbraio a Montpellier perdendo contro il n 7 Tomáš Berdych dopo una delle sue rare vittorie contro Gilles Simon in semifinale. Subito dopo vince il suo singolare nel primo turno di Coppa Davis contro Vasek Pospisil a risultato acquisito dalla Francia, che batte il Canada 4-1.
Dopo oltre un mese di stop, in marzo viene battuto al terzo turno del Miami Open da Juan Mónaco, osserva quindi un altro periodo di riposo e in aprile viene di nuovo battuto da Berdych nel terzo turno del Madrid Open. A Roma e a Nizza non va oltre il secondo turno e subito dopo si ferma per quasi quattro mesi per il ginocchio. Salta quindi i tre ultimi Slam stagionali e rientra in settembre a Metz arrivando in semifinale dove perde da Andreas Seppi, per poi uscire nei quarti a Bangkok contro Simon. Nel suo ultimo incontro stagionale in ottobre, al primo turno di Stoccolma, perde contro il mediocre Patrik Rosenholm. La sua classifica peggiora per tutta la stagione e il 29 ottobre si trova al 93º posto del ranking, il peggiore dall'aprile 2005. La catena di infortuni lo induce a chiudere in anticipo la stagione e a interrompere in novembre la collaborazione con l'allenatore Chamagne.

### 2013: risalita
Inizia la stagione nel torneo di Doha perdendo nei quarti da Daniel Brands e nel successivo ATP 250 di Auckland esce in semifinale contro David Ferrer, mentre al terzo turno degli Australian Open viene di nuovo battuto da Gilles Simon al termine di un incontro equilibrato terminato 6-8 al quinto set. Nell'altrettanto lungo match di secondo turno vinto contro Lu Yen-hsun, Monfils aveva eseguito la cifra record di 29 aces e 23 doppi falli. Nei 3 mesi che seguono perde sempre al primo o al secondo turno in tutti e 7 i tornei a cui partecipa, tra i quali quello di Montecarlo, e il 13 maggio si trova al 119º posto del ranking ATP. Inizia la risalita vincendo il Challenger BNP Paribas Primrose Bordeaux 2013 e arrivando in finale all'ATP 250 di Nizza, persa contro Albert Montañés. Al Roland Garros supera al primo turno il nº 6 ATP Berdych, al secondo il nº 40 Ernests Gulbis e al terzo viene battuto in 5 set dal nº 34 Tommy Robredo. Prepara Wimbledon al torneo di Halle, dove perde ai quarti da Tommy Haas, e subito dopo annuncia di rinunciare al torneo londinese per problemi personali.
Dopo 3 settimane di stop si presenta a Stoccarda, dove esce ancora ai quarti battuto da Kohlschreiber. Eliminato al secondo turno di Amburgo, perde in tre set la semifinale a Umago contro Fognini e rientra così nei Top 50. Il miglior risultato è la finale al successivo torneo di Winston-Salem, dove elimina in successione Pella, Robredo, Verdasco e Dolhopolov, prima di ritirarsi durante la finale con Jürgen Melzer per un problema agli addominali. Si presenta subito dopo agli US Open sconfiggendo al primo turno il rumeno Ungur lasciandogli tre soli game. Viene eliminato al secondo turno dal padrone di casa John Isner, disputando comunque un'ottima partita e perdendo 7-5 6-2 4-6 7-6. Allo Shanghai Masters batte negli ottavi Federer e perde nei quarti da Djokovic in due equilibrati incontri finiti al terzo set. I buoni risultati di fine stagione lo riportano al 31º posto del ranking.

### 2014: quinto titolo ATP, numero 15 del ranking e finale di Davis

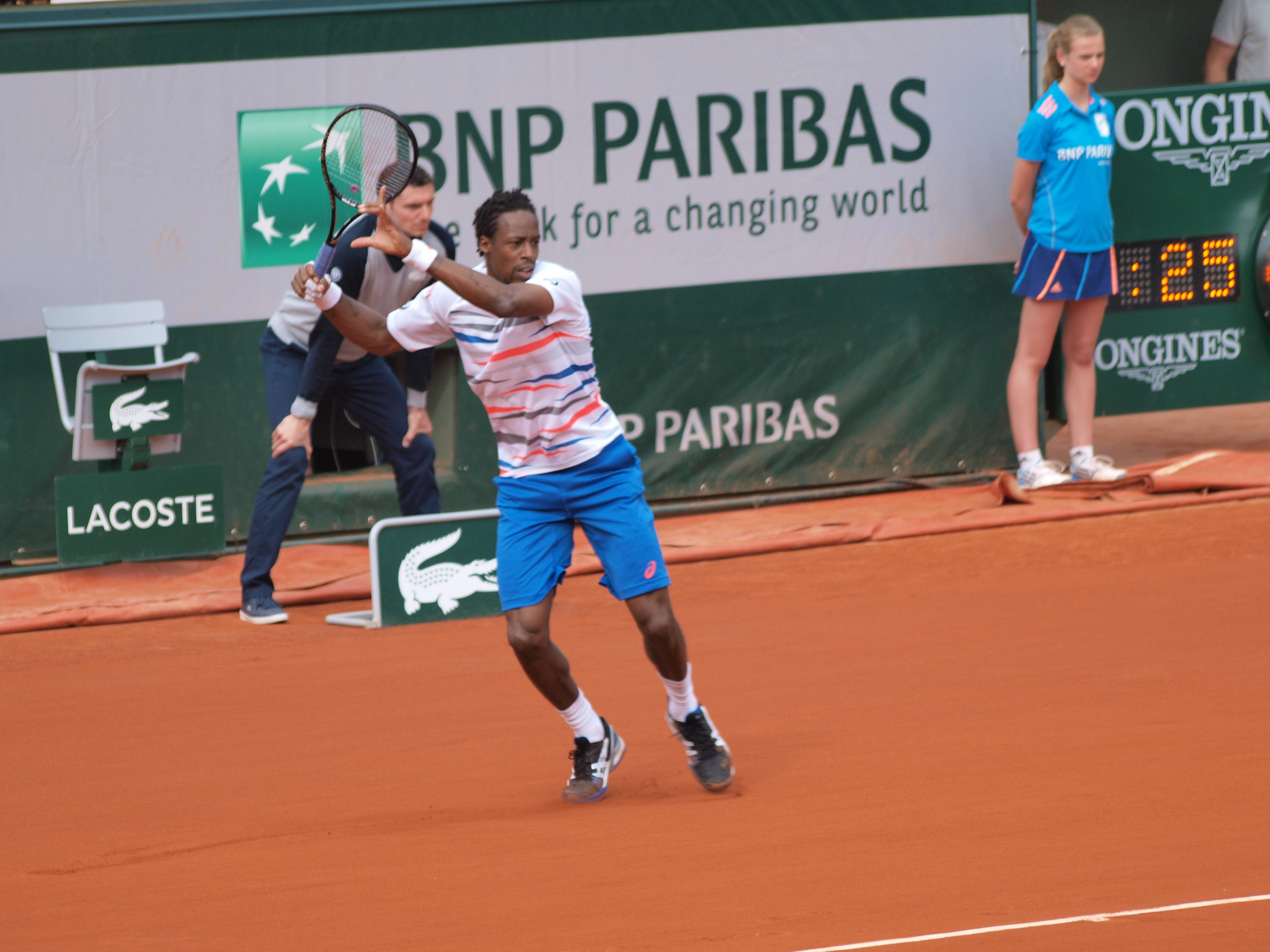
Monfils al Roland Garros 2014

Comincia da Doha anche il 2014 e perde la finale in 3 set contro il nº 1 al mondo Nadal, che lo elimina al terzo turno anche nei successivi Australian Open. Qualche giorno dopo batte Nick Kyrgios a risultato acquisito dalla Francia nel primo turno di Coppa Davis vinto 5-0 sull'Australia. Il 9 febbraio vince a Montpellier il suo quinto trofeo ATP sconfiggendo in finale Richard Gasquet con il punteggio di 6-4, 6-4, a 28 mesi di distanza dall'ultimo titolo conquistato. Vince due soli incontri nei successivi 4 tornei, inframmezzati dalla sfida per il secondo turno di Davis con la Germania in cui Monfils supera Peter Gojowczyk nell'incontro decisivo regalando il punto del 3-2 alla Francia. A fine aprile si ritira durante la semifinale di Bucarest contro Grigor Dimitrov per un infortunio alla caviglia destra. Dopo un mese di inattività si presenta al Roland Garros e dà ulteriore conferma di genio e sregolatezza con gli eloquenti punteggi nella vittoria al terzo turno contro Fognini per 5-7, 6-2, 6-4, 0-6, 6-2 e nella sconfitta ai quarti contro Murray per 4-6, 1-6, 6-4, 6-1, 0-6. A fine torneo è 20º nel ranking, la sua migliore classifica dal 30 luglio 2012.
Nei tornei sull'erba esce al secondo turno sia a Halle che a Wimbledon. Nei Masters 1000 americani trova a sbarrargli la strada a Toronto il nº 1 al mondo Djokovic, che lo batte 2-6, 7-6, 6-7 al secondo turno, e il nº 3 Federer al terzo turno di Cincinnati, dove finisce 4-6, 6-4, 3-6. Agli US Open perde ai quarti 6-2 al 5º set di nuovo contro Roger Federer dopo aver battuto il nº 8 Dimitrov al quarto turno in 3 set. La settimana dopo batte Rosol in 3 set a risultato acquisito nella sfida vinta 4-1 contro la Repubblica Ceca che riporta la Francia in finale di Coppa Davis. Dopo la semifinale persa al torneo di Metz contro Joao Sousa deve osservare un mese di inattività per l'ennesimo infortunio al ginocchio destro, saltando la trasferta asiatica. Torna a giocare al Paris Masters e al primo turno trova Djokovic che lo batte per l'11ª volta in 11 incontri. L'ultimo impegno è la finale di Davis con la Svizzera; riesce nell'impresa di battere Federer 6-1, 6-4, 6-3 nel secondo incontro della sfida ma sarà l'unico punto dei transalpini nel 3-1 con cui la Svizzera si aggiudica il trofeo per la prima volta. Chiude la stagione con il 18º posto del ranking.

### 2015: semifinale a Monte-Carlo
Debutta a gennaio inoltrato perdendo al secondo turno degli Australian Open 2015. Viene superato in semifinale nel successivo torneo di Montpellier da Gasquet e nei quarti a Rotterdam da Berdych; raggiunge quindi la sua unica finale stagionale a Marsiglia, persa 4-6, 6-1, 6-7 contro Gilles Simon. Subito dopo partecipa alla sfida vinta 3-2 contro la Germania per il primo turno di Coppa Davis battendo Philipp Kohlschreiber e termina l'incontro con un dolore al ginocchio sinistro che lo costringe a rinunciare all'Indian Wells Open. Rientra dopo due settimane per il Miami Open e durante il match del 4º turno contro Tomas Berdych si infortuna all'anca destra cadendo durante una delle sue spettacolari ma spesso controproducenti scivolate. Rigenerato da 5 settimane di riposo si ripresenta a Montecarlo vincendo al 3º turno contro Federer 6-4, 7-6 e ai quarti contro Dimitrov 6-1, 6-3, perdendo da Berdych 1-6 4-6 in semifinale, la sua quarta in carriera in un Masters 1000. Viene eliminato in semifinale anche a Bucarest e nuovi dolori al ginocchio lo fermano per un'altra settimana. Dopo la lunghissima partita con cui Marcel Granollers lo elimina al secondo turno del Madrid Open, Monfils annuncia di rinunciare a giocare a Roma.
Al rientro al Roland Garros viene battuto al quarto turno da Federer in 4 set. In preparazione a Wimbledon sull'erba perde contro Nadal in semifinale a Stoccarda e si ritira per un infortunio all'anca nei quarti a Halle durante l'incontro con Seppi. Riesce comunque a partecipare a Wimbledon, dove al terzo turno viene battuto da Simon 6-3, 3-6, 6-7, 6-2, 2-6. Due settimane dopo perde l'ennesima semifinale stagionale a Umago contro l'emergente nº 26 ATP Dominic Thiem, che vincerà il trofeo. La trasferta americana si rivela un disastro, vince una sola partita a Montréal su tre tornei tra cui gli US Open, dove al primo turno si ritira contro Illja Marčenko per mal di schiena. La convalescenza dura un mese e mezzo e in questo periodo si separa dall'allenatore Jan de Witt, che lo seguiva da qualche mese, e al suo posto ingaggia Mikael Tillström. Torna a giocare all'ATP 500 di Vienna e perde in due set da Ferrer in semifinale. Nell'ultimo incontro stagionale perde al primo turno del Paris Masters.

### 2016: semifinale agli US Open, primo titolo ATP 500, prima volta alle ATP Finals e numero 6 del mondo
Monfils comincia il 2016 arrivando per la prima volta nei quarti degli Australian Open, dove viene battuto da Milos Raonic 3-6, 6-3, 3-6, 4-6. Due settimane dopo giunge in finale nell'ATP 500 di Rotterdam e la perde contro Martin Kližan per 6-7, 6-3, 6-1. Un dolore alla gamba lo blocca qualche giorno e partecipa quindi alla sfida di Davis contro il Canada vincendo il suo singolare. Nella trasferta americana arriva ai quarti sia all'Indian Wells Open, dove perde ancora da Raonic, che al Miami Open, in cui perde dal nº 6 Kei Nishikori dopo aver sprecato 5 match-ball. Il 16 aprile arriva per la prima volta in finale del Monte Carlo Masters dopo aver battuto in semifinale Jo-Wilfried Tsonga 6-1 6-3; all'atto conclusivo trova Rafael Nadal che lo batte 7-5, 5-7, 6-0. Un problema all'inguine lo blocca ancora alcuni giorni e al rientro perde al secondo turno a Madrid e al primo a Roma. Un virus lo blocca per un mese e mezzo e al rientro esce al primo turno a Wimbledon.

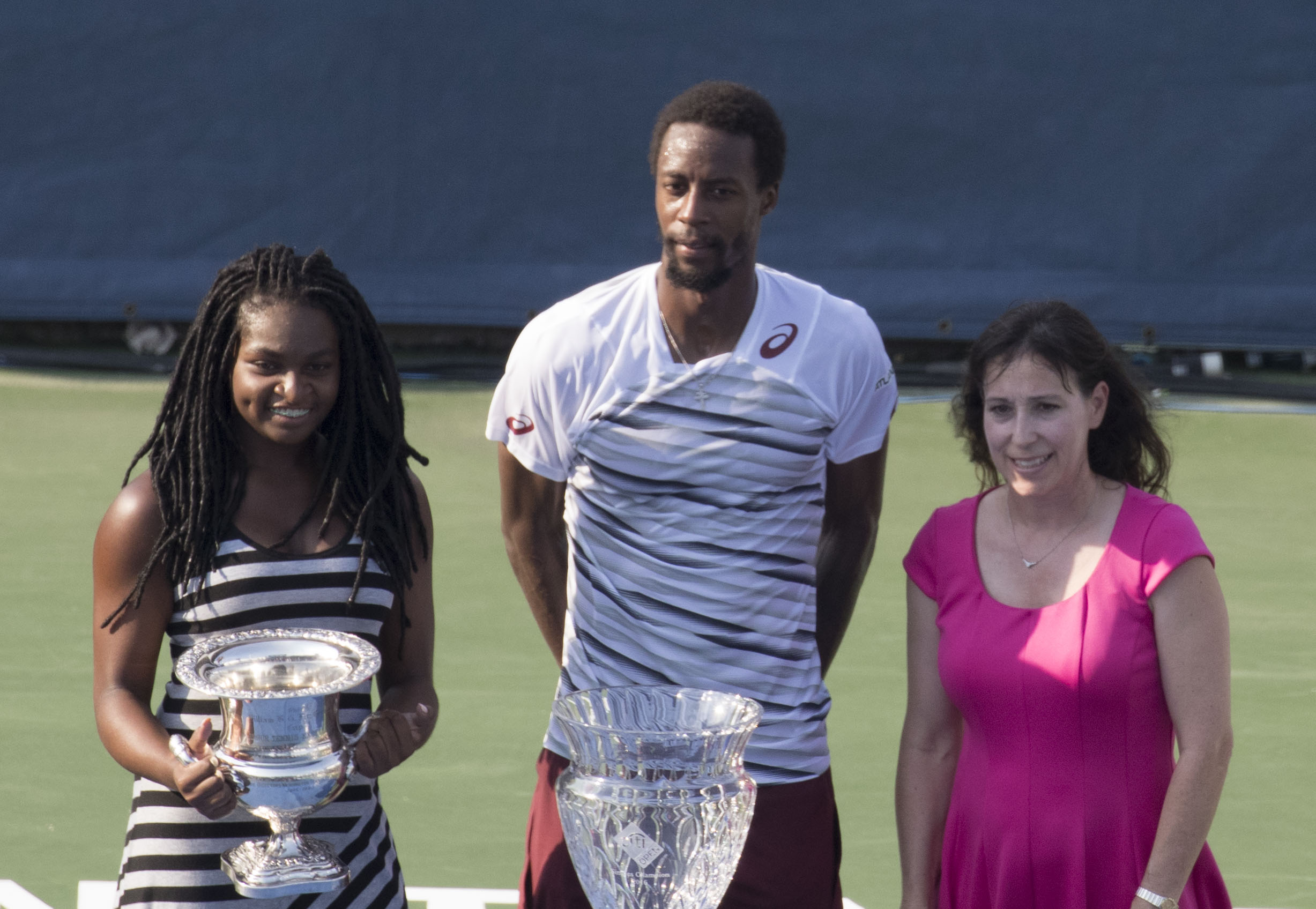
Cerimonia di premiazione del torneo di Washington, primo dei due titoli ATP 500 vinti da Monfils

Si riscatta a luglio vincendo la finale del suo primo ATP 500 nel torneo di Washington, battendo per 5-7, 7-6, 6-4 Ivo Karlović nell'incontro decisivo dopo aver salvato un match-ball. La trasferta americana procede bene nel Masters 1000 di Toronto dove finalmente supera l'idolo di casa Raonic prima di perdere la semifinale contro la sua bestia nera Djokovic. Nishikori lo beffa anche nei quarti di finale alle Olimpiadi di Rio battendolo 7-6 al terzo set dopo che Monfils aveva sprecato 3 match-point. Al successivo Cincinnati Open si ritira prima dell'incontro con Thiem per un problema alla schiena. In settembre arriva per la prima volta in semifinale agli US Open e si presenta all'incontro con Djokovic senza aver perso alcun set. Il serbo lo batte anche questa volta, con il punteggio di 3-6, 2-6, 6-3, 2-6. Osserva tre settimane di riposo e nella successiva trasferta asiatica arriva in semifinale a Tokyo e al terzo turno nel Masters di Shanghai. Costretto da un infortunio a una costola a saltare anche il Paris Masters, partecipa per la prima volta in carriera alle ATP Finals, ma si ritira dopo le prime sconfitte nel round-robin contro Raonic e Thiem per il riacutizzarsi del dolore alla costola.

### 2017: nuovi infortuni

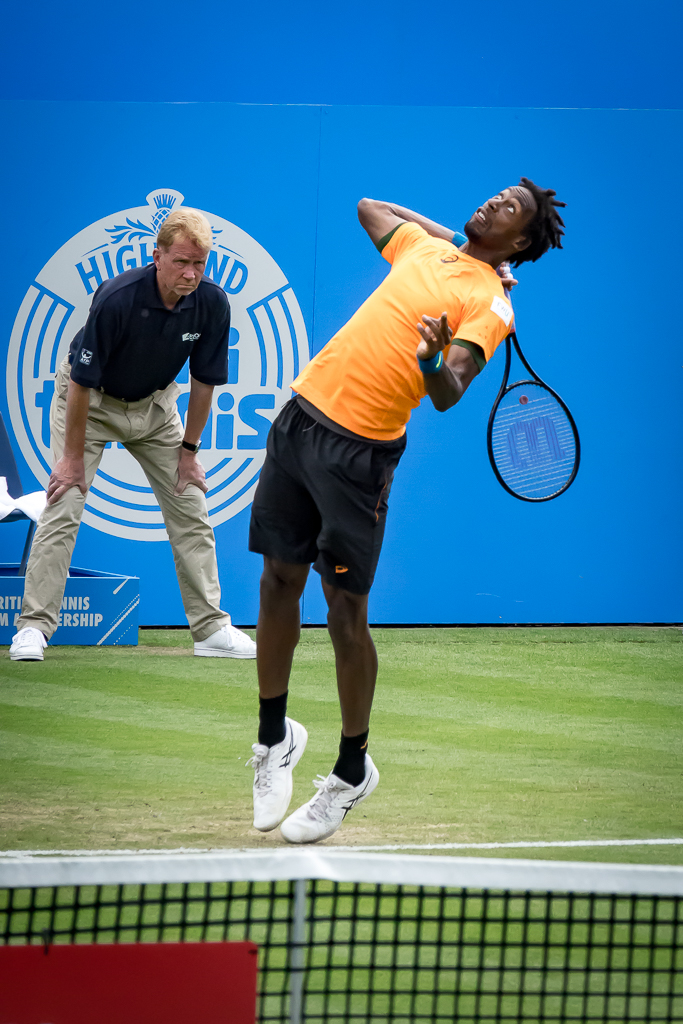
Finale a Eastbourne 2017 contro Djokovic

Anche il 2017 di Monfils è caratterizzato dagli infortuni, che gli impediscono di partecipare a 6 dei 9 tornei Masters 1000. Al debutto stagionale viene eliminato al quarto turno degli Australian Open da Nadal. Dopo tre settimane di pausa viene eliminato nei quarti sia all'Open 13 di Marsiglia che ai Dubai Tennis Championships, rispettivamente da Gasquet e Verdasco. Al Masters 1000 di Indian Wells esce al quarto turno, battuto da Thiem. Un infortunio al ginocchio sinistro lo costringe a rinunciare al Masters 1000 di Miami e un problema al tendine d'Achille prolunga la convalescenza. Torna a giocare in maggio perdendo al primo incontro sia a Monaco di Baviera che al Madrid Open e si ferma quindi per il riacutizzarsi del dolore al tendine. Il nuovo rientro è al Roland Garros, dove al quarto turno perde contro Stan Wawrinka.
Il 1º luglio disputa a Eastbourne la sua prima finale ATP sull'erba della carriera, perdendo 3-6, 4-6 da Djokovic. A Wimbledon non va oltre il terzo turno, battuto in 5 set da Mannarino. Dopo le eliminazioni al primo turno a Umago e soprattutto a Washington, dove era campione uscente, salva 4 match-point contro Nishikori al secondo turno del Masters 1000 di Montréal e al terzo turno viene eliminato da Bautista Agut. Salta il Cincinnati Open e rientra agli US Open ritirandosi al terzo turno quando perdeva 5-7, 1-5 contro Goffin. È il suo ultimo torneo della stagione, che deve chiudere in anticipo per un infortunio al ginocchio destro scendendo in ottobre alla 46ª posizione del ranking, la più bassa dall'agosto 2013. Gli infortuni di questa stagione non gli permettono inoltre di partecipare ad alcun incontro di Coppa Davis, che la Francia si aggiudica in novembre a distanza di 16 anni dall'ultimo trionfo.

### 2018: settimo titolo ATP
Ritorna a giocare ai primi di gennaio del 2018 al torneo di Doha, dove conquista il settimo titolo in carriera battendo in finale l'emergente nº 39 ATP Andrej Rublëv per 6-2, 6-3. Al secondo turno degli Australian Open perde in 4 set il suo 15º incontro su 15 disputati contro Djokovic. Si sposta quindi in Sud-America per la locale stagione su terra rossa debuttando a Quito, dove perde ai quarti contro il nº 118 ATP Thiago Monteiro. A Buenos Aires perde seccamente in semifinale contro il nº 6 ATP Dominic Thiem, che si aggiudicherà il torneo. Al successivo ATP 500 di Rio salva un match-ball contro Zeballos al primo turno, al secondo batte il nº 3 del mondo Cilic e perde al terzo turno contro il futuro vincitore del torneo Diego Schwartzman. A Indian Wells supera al secondo turno John Isner e si ritira durante l'incontro di terzo turno contro Herbert per un malanno alla schiena che lo tiene fermo 7 settimane.
Al rientro viene eliminato al primo turno a Monaco di Baviera, Roma e Lione, vincendo una sola partita a Madrid prima di essere sconfitto al secondo turno da Nadal. Al Roland Garros viene sconfitto al terzo turno dal nº 9 del mondo David Goffin al termine di una battaglia conclusasi 6-3 al quinto set. Il 15 giugno annuncia la separazione dal tecnico Mikael Tillström. Dopo una breve pausa per un nuovo infortunio, prepara Wimbledon sull'erba dell'Antalya Open e viene sconfitto in semifinale da Adrian Mannarino per 6-4, 6-7, 4-6. Nello Slam londinese supera Gasquet e Lorenzi, al terzo turno batte il nº 13 ATP Sam Querrey e arriva per la prima volta agli ottavi del torneo, dove perde in quattro set molto equilibrati dal nº 8 Anderson, che verrà sconfitto in finale da Djokovic. Al successivo torneo di Amburgo batte all'esordio la rivelazione del Roland Garros Marco Cecchinato e al secondo turno viene eliminato da Leonardo Mayer.
Un problema alla coscia lo costringe a rinunciare ai Masters 1000 americani, rientra dopo oltre un mese agli US Open e un dolore al polso gli costa il ritiro durante l'incontro di secondo turno contro Kei Nishikori. Osserva un nuovo breve periodo di riposo, a metà settembre rientra nel circuito Challenger dove non giocava dal 2013 e si aggiudica il titolo a Kaohsiung. Continua la trasferta in Asia uscendo al primo turno nei tornei ATP di Chengdu, Pechino e Shanghai. Al rientro in Europa prende parte al torneo di Anversa sconfiggendo al secondo turno Tsonga e in semifinale Schwartzman prima di perdere la finale contro Kyle Edmund per 6-3, 6-7, 6-7. A fine ottobre prende parte al successivo ATP 500 di Vienna, dove supera al primo turno Steve Johnson, al secondo il nº 9 ATP John Isner e si ritira nell'incontro dei quarti con Verdasco per il riacutizzarsi del mal di schiena. Subito dopo annuncia di porre fine a un'ennesima stagione caratterizzata da infortuni, che l'ha visto risalire la classifica ATP solo fino al 29º posto. A fine anno comunica che il suo nuovo tecnico sarà Liam Smith, allenatore capo della federazione australiana dal 2011 con l'incarico di seguire le promesse del tennis australiano.

### 2019: ottavo titolo ATP
Dopo l'annuncio in dicembre di aver scelto come coach Liam Smith, inizia il 2019 all'Open d'Australia perdendo al secondo turno da Taylor Fritz. A Sofia batte nei quarti di finale il nº 12 del mondo Stefanos Tsitsipas e perde la semifinale contro Daniil Medvedev. La settimana dopo vince il suo secondo torneo ATP 500 in carriera a Rotterdam battendo tra gli altri David Goffin, Medvedev e in finale Wawrinka per 6-3, 1-6, 6-2. Il buon momento di forma continua a Dubaï, dove batte al primo turno il nº 10 ATP Marin Čilić; in semifinale Tsitsipas si prende la rivincita di Sofia al termine di una battaglia terminata 6-4, 6-7, 6-7. I risultati fanno rientrare Monfils tra i top 20 a oltre 18 mesi dall'ultima volta, tornando a essere il miglior francese del ranking. Al Masters 1000 di Indian Wells batte nell'ordine Leonardo Mayer, Albert Ramos Viñolas e Philipp Kohlschreiber, che aveva eliminato Djokovic. Un'infiammazione al tendine di Achille gli impedisce di giocarsi il quarto di finale contro Dominic Thiem e di partecipare al Masters di Miami.
Il programmato rientro a Monte-Carlo salta per un infortunio alla caviglia in allenamento e ritorna nel circuito a fine aprile all'Estoril, dove batte Reilly Opelka al primo turno e perde al secondo da Alejandro Davidovich Fokina. Al Madrid Open sconfigge Seppi, Fucsovics e disputa un grande ottavo di finale contro Federer, ma spreca il vantaggio di 3-0 nel set decisivo e due match-ball perdendo 0-6, 6-4, 6-7 in due ore di gioco. Al primo turno degli Internazionali d'Italia perde 3-6, 1-6 da Albert Ramos Viñolas. Supera i primi tre turni del Roland Garros senza perdere alcun set, al quarto turno si arrende a Dominic Thiem che lo sconfigge in tre set.

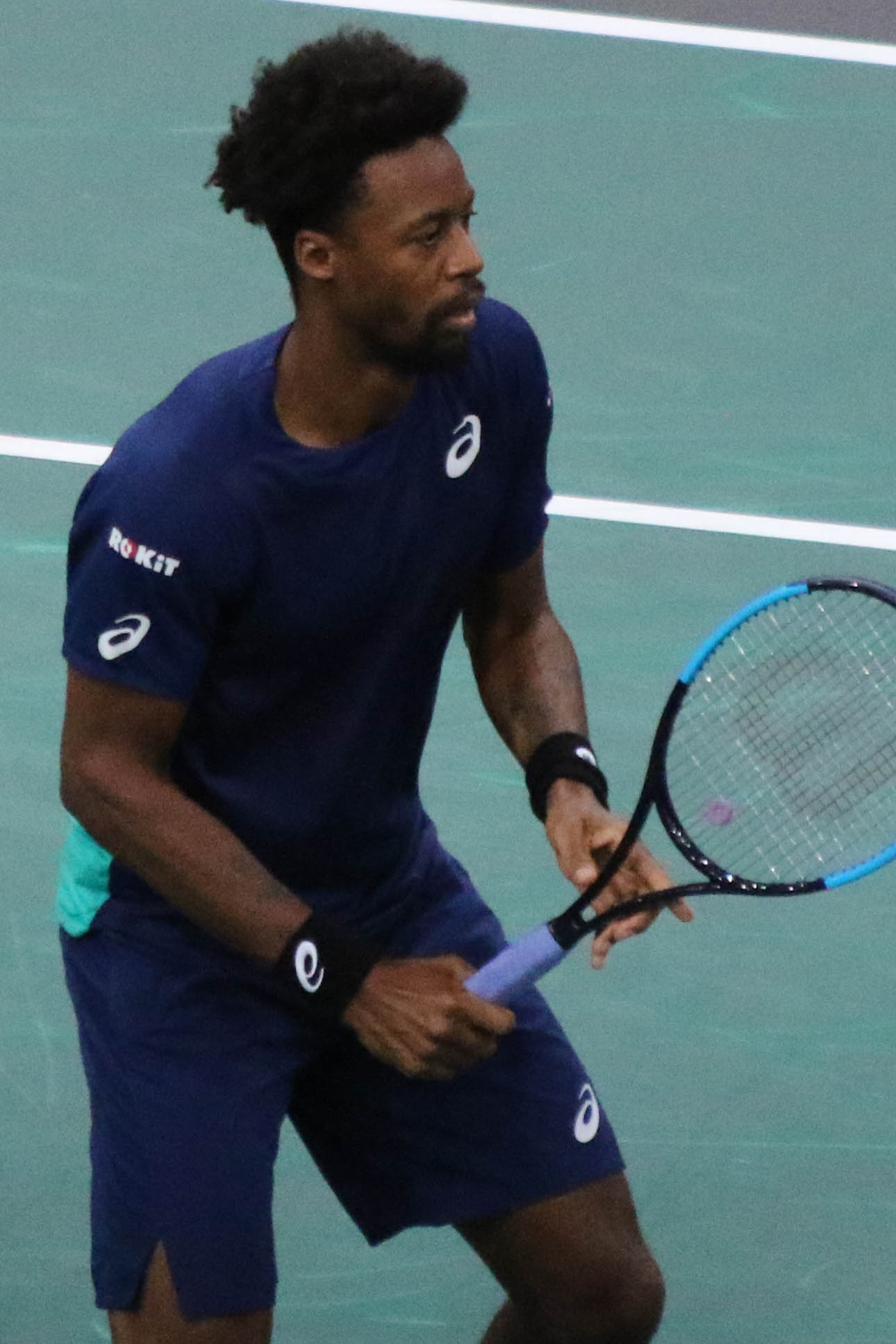
A Parigi-Bercy nel 2019

Comincia la stagione sull'erba a Stoccarda perdendo al secondo turno da Denis Kudla, viene quindi eliminato al primo turno ad Halle e soprattutto a Wimbledon, dove si ritira durante il quinto set per un infortunio alla caviglia. Il rientro avviene dopo oltre un mese al Masters 1000 canadese di Montréal, al primo turno impiega tre set per avere la meglio su Peter Polansky, supera quindi in due set Il'ja Ivaška e Hubert Hurkacz e nei quarti piega al tie-break del terzo set Roberto Bautista Agut. Una distorsione alla caviglia gli impedisce di giocare la semifinale con Nadal. Si ristabilisce subito e prende parte al successivo Cincinnati Open, nel quale esce al primo turno per mano di Frances Tiafoe. Perde solo un set contro Denis Shapovalov nei primi 4 turni degli US Open, e nei quarti viene sconfitto nel tie-break del quinto set da Matteo Berrettini.
Dopo i quarti persi all'ATP 250 di Zhuhai contro Ramos Viñolas, la trasferta asiatica si conclude con una sconfitta al primo turno a Pechino e una al secondo turno nello Shanghai Masters. La stagione indoor europea inizia con la sconfitta patita ad Anversa da Jannik Sinner, sul quale si prende la rivincita nel successivo ATP 500 di Vienna, dove perde in due set in semifinale da Diego Schwartzman. All'appuntamento ATP di fine stagione, il Paris Masters, viene battuto nei quarti di finale da Shapovalov, che gli concede solo 4 giochi. I quarti raggiunti gli valgono comunque il 10º posto del ranking, tornando nella top 10 dopo circa 32 mesi. L'ultimo impegno del 2019 lo vede soccombere in due set a Yoshihito Nishioka nell'incontro valido per la sfida vinta dalla Francia sul Giappone nel Gruppo mondiale di Coppa Davis, in cui entrambe le squadre verranno eliminate dalla Serbia.

### 2020: altri due titoli ATP e inizio di un periodo di crisi
Fa il suo esordio stagionale in gennaio a Brisbane nella ATP Cup 2020, prima edizione del torneo per squadre nazionali organizzato dall'ATP. Nel primo incontro contribuisce alla vittoria francese sul Cile battendo Cristian Garín, nel secondo Novak Đoković gli concede solo 3 giochi e la Serbia, dopo aver vinto il girone, si aggiudicherà il trofeo battendo in finale la Spagna di Nadal. Agli Australian Open Monfils si spinge fino al quarto turno battendo nell'ordine Lu Yen-hsun in 3 set, Ivo Karlović in 4 set e Ernests Gulbis in 3 set. Viene eliminato da Dominic Thiem col punteggio di 2-6, 4-6, 4-6. Torna in campo a Montpellier dove da testa di serie numero uno supera nell'ordine Adrian Mannarino, Norbert Gombos e Filip Krajinović, raggiungendo così la sua trentesima finale ATP in carriera. Conquista il nono titolo ATP sconfiggendo Vasek Pospisil col punteggio di 7-5, 6-3. La settimana successiva riesce a difendere il titolo dell'anno precedente a Rotterdam, battendo in finale Félix Auger-Aliassime per 6-2, 6-4. A fine febbraio raggiunge la semifinale a Dubai e spreca tre matchpoint contro Đoković, che si aggiudica per 10-8 il tie-break del secondo set e chiude il terzo vincendo 6-1, ottenendo la 17ª vittoria nei 17 incontri ATP disputati con Monfils.  È l'ultimo impegno di Monfils prima dell'interruzione della stagione tennistica per la pandemia di COVID-19. Torna in campo in settembre e perde tutti gli incontri fino a fine stagione. Al turno di esordio agli Internazionali d'Italia viene sconfitto in due set da Dominik Koepfer. Identico risultato ottiene all'ATP 500 di Amburgo e al Roland Garros, nei quali viene subito eliminato rispettivamente da Yannick Hanfmann e Aleksandr Bublik. Disputa il suo ultimo torneo stagionale a Vienna e si ritira nell'incontro di primo turno che Carreño Busta stava conducendo 6-1, 2-0. Chiude il 2020 all'11º posto del ranking. In novembre comincia la collaborazione con Günter Bresnik, ex coach di Thiem.

### 2021, continuazione della crisi e ripresa verso fine stagione
La striscia negativa continua nel 2021; al debutto stagionale a inizio febbraio nell'ATP Cup raccoglie solo 6 giochi contro Matteo Berrettini e la Francia viene sconfitta per 2-1 dall'Italia. Pochi giorni dopo esce al primo turno dell'Australian Open per mano dell'emergente Emil Ruusuvuori, che si impone in 5 set. È la sua settima sconfitta consecutiva dopo aver raggiunto la semifinale a Dubai nel febbraio 2020, a fine incontro rivela di aver smarrito la fiducia in sé stesso e di non riuscire a ritrovare il proprio gioco nonostante gli intensi allenamenti. In seguito resta a lungo fuori dal circuito, programma il rientro per il Monte Carlo Masters di aprile ma deve rinunciare per un problema al polpaccio. Rientra agli Internazionali d'Italia tre mesi dopo l'ultimo incontro, grazie alle misure adottate dall'ATP per sostenere i tennisti durante la pandemia di COVID-19 ha conservato la 15ª posizione del ranking ed esce di nuovo al primo turno, sconfitto in 3 set da Lorenzo Sonego. Il 18 maggio torna a vincere un incontro ufficiale dopo oltre 14 mesi superando il nº 122 ATP Thiago Seyboth Wild a Lione e al secondo turno perde contro Yoshihito Nishioka. Nei successivi 6 tornei vince al primo turno solo al Roland Garros, contro il nº 38 ATP Albert Ramos Viñolas, e a Wimbledon, uscendo di scena al secondo turno in entrambi i casi.
Viene eliminato all'esordio anche ai Giochi di Tokyo, sconfitto in tre set da Il'ja Ivaška. Il 9 agosto esce dalla top 20 in cui era entrato nel marzo 2019, ma vi fa rientro due settimane più tardi. Alle Olimpiadi torna a giocare in doppio quasi due anni dopo l'ultimo incontro disputato; in coppia con Jérémy Chardy elimina Bublik / Golubev e cede al secondo turno contro Struff / Zverev. Al Masters canadese vince contro John Millman e Frances Tiafoe due incontri di fila, come non gli accadeva dal torneo di Dubai di quasi 18 mesi prima, e viene sconfitto nei quarti da John Isner. Conferma i segnali di ripresa nei successivi tornei, al Cincinnati Open elimina Lajovic e il nº 18 ATP Alex de Minaur e al terzo turno viene sconfitto dal nº 7 del mondo Rublev dopo due tie break; agli US Open ha la meglio su Coria e Johnson e viene sconfitto al quinto set da Sinner dopo essersi trovato in svantaggio di 2 set a 0 e di 4-0 nel quarto parziale. A fine settembre perde in semifinale a Metz contro Pablo Carreño Busta. Al successivo Sofia Open torna a disputare una finale ATP, nella quale ritrova Sinner e viene battuto in due set. Nel finale di stagione arriva al quarto turno all'Indian Wells Open e al terzo del Paris Masters e chiude il 2021 al 21º posto mondiale.

### 2022, undicesimo titolo ATP e nuovi infortuni
I progressi palesati a fine 2021 trovano conferma all'inizio della stagione successiva; all'esordio vince un nuovo titolo ATP all'Adelaide 1 a quasi 23 mesi dall'ultimo conquistato a Rotterdam; non perde alcun set durante il torneo e in finale supera Karen Chačanov per 6-4, 6-4. Costretto al ritiro durante il primo match disputato all'Adelaide 2, è protagonista anche ai successivi Australian Open, dove raggiunge i quarti di finale senza perdere alcun set, sconfigge tra gli altri Cristian Garín che lo precede nel ranking e cede al quinto set al nº 7 del mondo Matteo Berrettini, dopo aver rimontato i primi due parziali vinti dall'italiano. Viene eliminato al turno di esordio al successivo ATP 250 di Montpellier, dove nel 2020 aveva vinto l'ultima edizione a cui aveva preso parte; la settimana dopo gli vanno in scadenza anche i punti guadagnati con il successo a Rotterdam, sempre nel 2020, e scende al 25º posto del ranking. Al terzo turno di Indian Wells sconfigge in rimonta Daniil Medvedev, nella sua seconda vittoria contro un giocatore al nº 1 del ranking ATP, e viene quindi eliminato da Carlos Alcaraz che vincerà il torneo. Al secondo turno del Miami Open cede in due set contro Francisco Cerúndolo.
Dopo oltre un mese di inattività dovuta a un problema al tallone, inaugura la stagione sulla terra battuta europea al Madrid Open e viene eliminato al secondo turno da Djokovic. Il problema al tallone si aggrava e poco dopo annuncia che si sottoporrà a un'operazione chirurgica per risolvere il problema. Rientra dopo oltre tre mesi di inattività al Masters canadese e dopo i successi su Pedro Martínez e Maxime Cressy, si infortuna nuovamente durante l'incontro con Jack Draper, lascia il campo in lacrime ed è costretto a chiudere la stagione con largo anticipo.

### 2023, crollo nel ranking, dodicesimo titolo ATP e ritorno in top 100
Continua l'inattività nei primi mesi del 2023 e a gennaio esce dalla top 100, nella quale si trovava ininterrottamente dal maggio 2005. Rientra a marzo a Indian Wells e viene eliminato al primo turno, così come nei tre tornei successivi; a maggio scende alla 394ª posizione, la peggiore dal settembre 2004. In quei giorni annuncia la fine del rapporto professionale con Günter Bresnik e di affidarsi al suo vecchio coach Tillström, in collaborazione con Peter Lucassen. Il primo successo importante arriva al primo turno del Roland Garros, quando supera in 5 set il nº 42 ATP Sebastián Báez e abbandona il torneo prima del match successivo per un infortunio a un polso. Rientra dopo quasi due mesi, una settimana più tardi raggiunge il terzo turno a Washington grazie al successo sul nº 25 ATP Aleksandr Bublik e cede in 3 set a Tallon Griekspoor, che disputerà la finale. Conferma la ritrovata forma al Masters di Toronto con il successo in tre set sull'emergente Christopher Eubanks, giunto ai quarti a Wimbledon, e concedendo 7 soli giochi al nº 4 del mondo Tsitsipas, reduce dal trionfo al Los Cabos Open. Si ferma ai quarti di finale, sconfitto al terzo set dal nº 8 ATP e vincitore del torneo Jannik Sinner.
Al primo turno del successivo Masters di Cincinnati si impone rimontando il primo set vinto dal nº 15 del mondo Cameron Norrie. Vince in due set contro Alex de Minaur, reduce dalla finale disputata a Toronto, prima di essere sconfitto da Djokovic per la diciannovesima volta consecutiva, record nell'era Open maschile del tennis. Al secondo turno degli US Open perde al quarto set contro Rublëv e risale alla 142ª posizione mondiale. Il 22 ottobre conquista il 12º titolo ATP trionfando allo Stockholm Open, dove sconfigge tra gli altri la testa di serie nº 2 Adrian Mannarino, Laslo Djere e in finale supera in rimonta la sorpresa del torneo Pavel Kotov. Con questa vittoria riconquista la top-100, piazzandosi in 89ª posizione, e chiude la stagione alla 74ª.

### 2024, risalita alla top 30
Dopo un negativo inizio di stagione, a fine febbraio perde la semifinale al torneo di Doha contro Jakub Mensik dopo aver eliminato il nº 18 del ranking Ugo Humbert. All'Indian Wells Open sconfigge il nº 8 mondiale Hubert Hurkacz e Cameron Norrie ed esce al quarto turno per mano di Casper Ruud. Continua a risalire la classifica a Miami, dove perde al terzo turno contro Carlos Alcaraz. Nonostante le premature sconfitte nei tornei successivi e l'eliminazione al secondo turno al Roland Garros, si riporta al 30º posto con la semifinale raggiunta sull'erba dei Mallorca Championships e il terzo turno a Wimbledon, dove supera Mannarino e Wawrinka e cede a Dimitrov. Ai Giochi olimpici di Parigi non va oltre il primo turno in singolare e il secondo in doppio. Al Cincinnati Open elimina Alexei Popyrin (reduce dal trionfo al Masters canadese), sconfigge in rimonta il nº 3 del mondo Carlos Alcaraz e al terzo turno cede a Holger Rune dopo aver vinto il primo set. Esce al secondo turno agli US Open; i risultati della trasferta americana sono peggiori rispetto al 2023 e perde diverse posizioni in classifica. Esce al quarto turno allo Shanghai Masters per mano di Alcaraz, dopo aver eliminato il top 30 Sebastian Baez e il top 20 Ugo Humbert.

### 2025, un titolo ATP
A inizio stagione si aggiudica il titolo all'Auckland Open sconfiggendo in finale Zizou Bergs per 6-3, 6-4. Agli Australian Open elimina il top 30 Giovanni Mpetshi Perricard e il nº 4 del mondo Taylor Fritz ed è costretto al ritiro durante il match degli ottavi contro Ben Shelton. Torna a giocare dopo oltre un mese e si mette in luce nei Masters 1000 statunitensi con le vittorie sui top 30 Sebastian Korda all'Indian Wells Open e Jiri Lehecka al Miami Open, tornei nei quali esce rispettivamente al terzo e al quarto turno. Nei tornei su terra battuta non supera il secondo turno.

## Caratteristiche tecniche

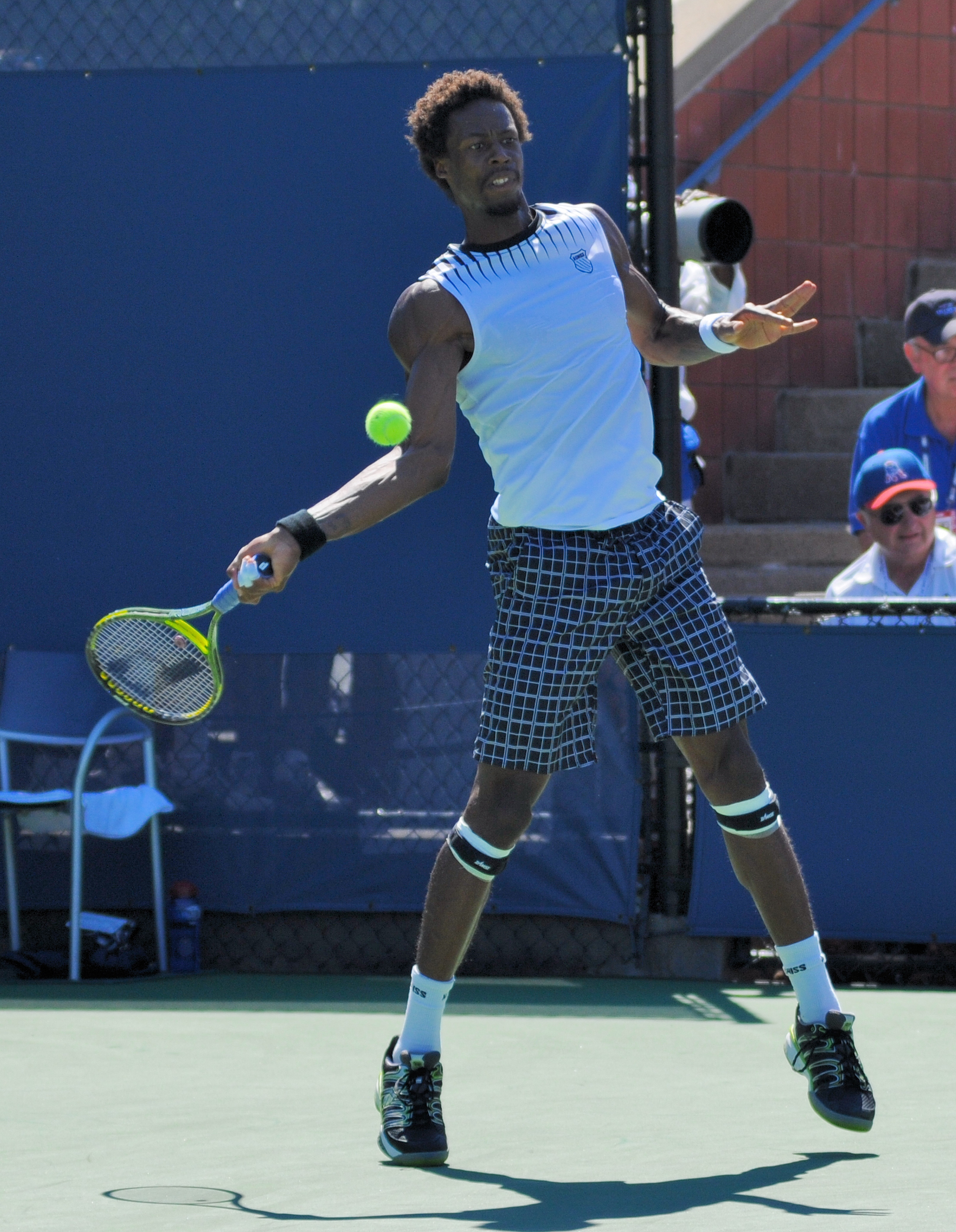
Monfils in azione nel 2010

Monfils è dotato di un dritto molto potente e preciso a cui imprime a volte ulteriore forza battendo la palla in salto e sforbiciando con le gambe, arrivando alla velocità di 190 km orari, una delle più alte mai registrate nel circuito. Usa molto bene il dritto anche nelle palle corte e con precisi pallonetti difficili da controllare per il grande effetto del suo topspin. Il rovescio a due mani è invece più limitato. Malgrado sia dotato di un potente servizio, sia migliorato negli anni nel gioco a rete e sia famoso per i punti ottenuti sotto rete con spettacolari e atletici tuffi, preferisce giocare sulla difensiva da fondo campo aspettando circa due metri dietro la linea di fondo gli errori dell'avversario o le opportunità di attaccare a campo sguarnito. I suoi allenatori hanno provato a spingerlo a scendere a rete più spesso, una soluzione che gli avrebbe anche evitato l'eccessiva lunghezza degli scambi e degli incontri nei primi turni e preservato le energie per gli incontri più difficili, oltre a ridurre il numero dei frequenti infortuni procuratisi in carriera. Monfils ha invece sempre ritenuto di non essere sufficientemente forte a rete anche per la velocità del gioco aumentata con le sempre più sofisticate racchette e preparazioni atletiche.
Sul New York Times è stato scritto che è molto probabilmente il più veloce e il più forte fisicamente tra i tennisti a lui contemporanei, e forse il più preciso e coordinato. La sua costituzione fisica (è alto 193 cm per 80 kg), coordinazione, rapidità e agilità gli consentono recuperi in acrobazia proibitivi per chiunque altro, che lo rendono padrone di scambi apparentemente persi. Le sue eccezionali doti di fantasia, spettacolarità e imprevedibilità lo hanno reso un beniamino degli appassionati, che si divertono anche con i suoi frequenti atteggiamenti umoristici in campo. Il suo problema maggiore è la mancanza di continuità, alternando nel giro di qualche scambio colpi devastanti o incantevoli e salvataggi incredibili a banali ingenuità, e momenti di forma straripante a periodi di inspiegabile appannamento. Questi limiti sono stati i principali motivi che gli hanno impedito di confermarsi stabilmente ai vertici della classifica mondiale. Il suo tennis così esasperato fisicamente gli ha inoltre procurato diversi infortuni: nel 2006 si è ad esempio distorto gravemente una caviglia con una delle sue "scivolate" su un campo in cemento, inoltre deve spesso ricorrere a trattamenti vari per curare continui problemi muscolari.
I suoi vari allenatori hanno tentato con alterne fortune di lavorare sui suoi punti deboli cercando di stimolarlo a rimanere concentrato per tutta la durata degli incontri. Uno dei migliori è stato l'australiano Roger Rasheed - che aveva portato Lleyton Hewitt ai vertici del tennis mondiale - ingaggiato da Monfils nel 2008 per migliorare la propria tenuta mentale, fisica e strategica. Nei tre anni di collaborazione con Monfils, Rasheed lo ha portato tra i Top 10 grazie a un duro lavoro soprattutto psicologico mirato a farne un vincente, migliorandolo sotto l'aspetto della concentrazione e facendogli prendere coscienza di come intimidisse gli avversari quando si impegnava a fondo su ogni palla. È molto benvoluto dai suoi allenatori e dagli avversari per la sua serietà nell'allenarsi e per la correttezza.
Si esalta quando gioca contro i migliori o quando gli incontri sono particolarmente serrati, mentre si concede maggiori pause contro avversari inferiori. Il suo vecchio compagno Gilles Simon, con il quale gioca da quando aveva 12 anni e che lo conosce molto bene, ha affermato che per Monfils l'aspetto emozionale ha un peso determinante, e gli avversari sanno di poterlo superare anche in partite in cui si trovano in grande svantaggio. Ha aggiunto che deve divertirsi mentre gioca per rendere al massimo, infatti Monfils ha dichiarato che per lui il tennis è più un divertimento che un lavoro.

## Monfils nei media
Sulla piattaforma web di YouTube sono stati condivisi moltissimi video a lui dedicati che celebrano le sue gesta e le sue trovate comiche in campo con eloquenti titoli come “Top 30 Only Gaël Monfils Moments” e “Gaël Monfils Top 20 Miraculous Points”. Compare inoltre assieme a Djokovic nel videoclip di Hello pubblicato nel 2010 dal DJ Martin Solveig e dal gruppo musicale Dragonette.

## Statistiche

### Singolare

#### Vittorie (13)
| Legenda singolare                          |
| Grande Slam (0)                            |
| ATP Finals (0)                             |
| ATP Masters 1000 (0)                       |
| ATP Tour 500 (3)                           |
| ATP Tour 250/ATP International Series (10) |

| N.  | Data              | Torneo                              | Superficie  | Avversari in finale   | Punteggio        |
| 1.  | 7 agosto 2005     | Sopot Open, Sopot                   | Terra rossa | Florian Mayer         | 7-6, 4-6, 7-5    |
| 2.  | 27 settembre 2009 | Open de Moselle, Metz               | Cemento (i) | Philipp Kohlschreiber | 7-6(1), 3-6, 6-2 |
| 3.  | 31 ottobre 2010   | Open Sud de France, Montpellier     | Cemento (i) | Ivan Ljubičić         | 6-2, 5-7, 6-1    |
| 4.  | 23 ottobre 2011   | Stockholm Open, Stoccolma           | Cemento (i) | Jarkko Nieminen       | 7-5, 3-6, 6-2    |
| 5.  | 9 febbraio 2014   | Open Sud de France, Montpellier (2) | Cemento (i) | Richard Gasquet       | 6-4, 6-4         |
| 6.  | 24 luglio 2016    | Washington Open, Washington         | Cemento     | Ivo Karlović          | 5-7, 7-6(6), 6-4 |
| 7.  | 6 gennaio 2018    | Qatar Open ATP, Doha                | Cemento     | Andrej Rublëv         | 6-3, 6-2         |
| 8.  | 17 febbraio 2019  | Rotterdam Open, Rotterdam           | Cemento (i) | Stan Wawrinka         | 6-3, 1-6, 6-2    |
| 9.  | 9 febbraio 2020   | Open Sud de France, Montpellier (3) | Cemento (i) | Vasek Pospisil        | 7-5, 6-3         |
| 10. | 16 febbraio 2020  | Rotterdam Open, Rotterdam (2)       | Cemento (i) | Félix Auger-Aliassime | 6-2, 6-4         |
| 11. | 9 gennaio 2022    | Adelaide International, Adelaide    | Cemento     | Karen Chačanov        | 6-4, 6-4         |
| 12. | 22 ottobre 2023   | Stockholm Open, Stoccolma (2)       | Cemento (i) | Pavel Kotov           | 4-6, 7-6(6), 6-3 |
| 13. | 11 gennaio 2025   | Auckland Open, Auckland             | Cemento     | Zizou Bergs           | 6-3, 6-4         |

#### Finali perse (22)
| Legenda singolare                              |
| Grande Slam (0)                                |
| ATP Finals (0)                                 |
| ATP Masters 1000 (3)                           |
| ATP Tour 500/ATP International Series Gold (5) |
| ATP Tour 250/ATP International Series (14)     |

| N.  | Data             | Torneo                               | Superficie    | Avversari in finale | Punteggio           |
| 1.  | 9 ottobre 2005   | Open de Moselle, Metz                | Cemento (i)   | Ivan Ljubičić       | 6(7)-7, 0-6         |
| 2.  | 30 ottobre 2005  | Grand Prix de Tennis de Lyon, Lione  | Sintetico (i) | Andy Roddick        | 3-6, 2-6            |
| 3.  | 8 gennaio 2006   | Qatar Open ATP, Doha                 | Cemento       | Roger Federer       | 3-6, 6(5)-7         |
| 4.  | 20 maggio 2007   | ATP Pörtschach, Pörtschach           | Terra rossa   | Juan Mónaco         | 6(3)-7, 0-6         |
| 5.  | 4 ottobre 2008   | Vienna Open, Vienna                  | Cemento (i)   | Philipp Petzschner  | 4-6, 4-6            |
| 6.  | 28 febbraio 2009 | Open del Messico, Acapulco           | Terra rossa   | Nicolás Almagro     | 4-6, 4-6            |
| 7.  | 15 novembre 2009 | Paris Masters, Parigi                | Cemento (i)   | Novak Đoković       | 2-6, 7-5, 6(3)-7    |
| 8.  | 18 luglio 2010   | Stuttgart Open, Stoccarda            | Terra rossa   | Albert Montañés     | 2-6, 2-1, rit.      |
| 9.  | 10 ottobre 2010  | Japan Open, Tokyo                    | Cemento       | Rafael Nadal        | 1-6, 5-7            |
| 10. | 14 novembre 2010 | Paris Masters, Parigi (2)            | Cemento (i)   | Robin Söderling     | 1-6, 6(1)-7         |
| 11. | 7 agosto 2011    | Washington Open, Washington          | Cemento       | Radek Štěpánek      | 4-6, 4-6            |
| 12. | 7 gennaio 2012   | Qatar Open ATP, Doha (2)             | Cemento       | Jo-Wilfried Tsonga  | 5-7, 4-6            |
| 13. | 5 febbraio 2012  | Open Sud de France, Montpellier      | Cemento (i)   | Tomáš Berdych       | 2-6, 6-4, 3-6       |
| 14. | 25 maggio 2013   | Open de Nice Côte d'Azur, Nizza      | Terra rossa   | Albert Montañés     | 0-6, 6(3)-7         |
| 15. | 24 agosto 2013   | Winston-Salem Open, Winston-Salem    | Cemento       | Jürgen Melzer       | 3-6, 1-2 rit.       |
| 16. | 4 gennaio 2014   | Qatar Open ATP, Doha (3)             | Cemento       | Rafael Nadal        | 1-6, 7-6(5), 2-6    |
| 17. | 22 febbraio 2015 | Open 13, Marsiglia                   | Cemento (i)   | Gilles Simon        | 4-6, 6-1, 6(5)-7    |
| 18. | 14 febbraio 2016 | Rotterdam Open, Rotterdam            | Cemento (i)   | Martin Kližan       | 7-6(1), 3-6, 1-6    |
| 19. | 17 aprile 2016   | Monte Carlo Masters, Monte Carlo     | Terra rossa   | Rafael Nadal        | 5-7, 7-5, 0-6       |
| 20. | 1º luglio 2017   | Eastbourne International, Eastbourne | Erba          | Novak Đoković       | 3-6, 4-6            |
| 21. | 21 ottobre 2018  | European Open, Anversa               | Cemento (i)   | Kyle Edmund         | 6-3, 6(2)-7, 6(4)-7 |
| 22. | 3 ottobre 2021   | Sofia Open, Sofia                    | Cemento (i)   | Jannik Sinner       | 3-6, 4-6            |

## Risultati in progressione
| V | F | SF | QF | #T | RR | Q# | A | Z# | PO | O | F-A | SF-B | ND |

(V) Torneo vinto; raggiunto (F) finale, (SF) semifinale, (QF) quarti di finale, (#T) turni 4, 3, 2, 1; (RR) round - robin; (Q#) Turno di qualificazione; (A) assente dal torneo; (Z#) Zona gruppo Coppa Davis/Fed Cup (con indicazione numero); (PO) play-off Coppa Davis o Fed Cup; vinto un (O) oro, (F-A) argento o (SF-B) bronzo ai Giochi Olimpici; (ND) torneo non disputato.
Aggiornati a tutto il 7 aprile 2025.
| Torneo               | 2004 | 2005  | 2006  | 2007  | 2008  | 2009 | 2010  | 2011  | 2012  | 2013  | 2014  | 2015  | 2016  | 2017  | 2018  | 2019  | 2020  | 2021 | 2022 | 2023  | 2024  | 2025 | Carriera V-P    |
| -------------------- | ---- | ----- | ----- | ----- | ----- | ---- | ----- | ----- | ----- | ----- | ----- | ----- | ----- | ----- | ----- | ----- | ----- | ---- | ---- | ----- | ----- | ---- | --------------- |
| Tornei Grande Slam   |      |       |       |       |       |      |       |       |       |       |       |       |       |       |       |       |       |      |      |       |       |      |                 |
| Australian Open      | A    | 2T    | 1T    | 3T    | A     | 4T   | 3T    | 3T    | 3T    | 3T    | 3T    | 2T    | QF    | 4T    | 2T    | 2T    | 4T    | 1T   | QF   | A     | 2T    | 4T   | 37-19           |
| Roland Garros        | Q1   | 1T    | 4T    | 3T    | SF    | QF   | 2T    | QF    | A     | 3T    | QF    | 4T    | A     | 4T    | 3T    | 4T    | 1T    | 2T   | A    | 2T    | 2T    |      | 39-16           |
| Wimbledon            | A    | 3T    | 1T    | 3T    | A     | A    | 3T    | 3T    | A     | A     | 2T    | 3T    | 1T    | 3T    | 4T    | 1T    | ND    | 2T   | A    | A     | 3T    |      | 19-13           |
| US Open              | A    | 1T    | 2T    | A     | 4T    | 4T   | QF    | 2T    | A     | 2T    | QF    | 1T    | SF    | 3T    | 2T    | QF    | A     | 3T   | A    | 2T    | 2T    |      | 33-16           |
| Vittorie-Sconfitte   | 0-0  | 3-4   | 4-4   | 6-3   | 8-2   | 10-3 | 9-4   | 9-4   | 2-1   | 5-3   | 11-4  | 6-4   | 9-3   | 10-4  | 7-4   | 8-4   | 3-2   | 4-4  | 4-1  | 2-1   | 5-4   | 3-1  | 128-64          |
| Statistiche Carriera |      |       |       |       |       |      |       |       |       |       |       |       |       |       |       |       |       |      |      |       |       |      |                 |
| Finali ATP Tour      | 0    | 3     | 1     | 1     | 1     | 3    | 4     | 2     | 2     | 2     | 2     | 1     | 3     | 1     | 2     | 1     | 2     | 1    | 1    | 1     | 0     | 1    | 35              |
| Tornei vinti         | 0    | 1     | 0     | 0     | 0     | 1    | 1     | 1     | 0     | 0     | 1     | 0     | 1     | 0     | 1     | 1     | 2     | 0    | 1    | 1     | 0     | 1    | 13              |
| Vittorie-Sconfitte   | 3-2  | 25-22 | 20-19 | 21-21 | 30-17 | 10-3 | 42-19 | 46-20 | 38-16 | 19-10 | 33-22 | 36-15 | 34-18 | 44-17 | 20-14 | 29-20 | 37-18 | 16-7 | 14-7 | 15-12 | 25-21 | 14-5 | 579-340 V%: 63% |
| Ranking di fine anno | 239  | 30    | 46    | 38    | 14    | 13   | 12    | 16    | 77    | 31    | 18    | 24    | 7     | 46    | 29    | 10    | 11    | 21   | 52   | 74    | 55    |      | N/A             |

### Vittorie contro giocatori top 10
| Stagione | 2005 | 2006 | 2007 | 2008 | 2009 | 2010 | 2011 | 2012 | 2013 | 2014 | 2015 | 2016 | 2017 | 2018 | 2019 | 2020 | 2021 | 2022 | 2023 | 2024 | Totale |
| -------- | ---- | ---- | ---- | ---- | ---- | ---- | ---- | ---- | ---- | ---- | ---- | ---- | ---- | ---- | ---- | ---- | ---- | ---- | ---- | ---- | ------ |
| Vittorie | 1    | 3    | 3    | 5    | 2    | 4    | 1    | 1    | 2    | 4    | 1    | 2    | 1    | 2    | 1    | 0    | 0    | 1    | 1    | 2    | 37     |

| #    | Avversario         | Rank | Torneo                            | Superficie      | Turno | Punteggio                        |
| ---- | ------------------ | ---- | --------------------------------- | --------------- | ----- | -------------------------------- |
| 2005 |                    |      |                                   |                 |       |                                  |
| 1.   | Gastón Gaudio      | 10   | Qatar Open, Doha                  | Cemento         | 1T    | 6-4, 7-6(4)                      |
| 2006 |                    |      |                                   |                 |       |                                  |
| 2.   | Andy Roddick       | 5    | Internazionali d'Italia, Roma     | Terra rossa     | QF    | 6-2, 6-3                         |
| 3.   | James Blake        | 8    | Open di Francia, Parigi           | Terra rossa     | 3T    | 6-2, 6(2)-7, 7-6(1), 5-7, 6-4    |
| 4.   | Ivan Ljubičić      | 4    | Queen's, Londra                   | Erba            | 3T    | 7-6(11), 7-5                     |
| 2007 |                    |      |                                   |                 |       |                                  |
| 5.   | Andy Roddick       | 3    | ATP Pörtschach, Pörtschach        | Terra rossa     | QF    | 7-5, 6-3                         |
| 6.   | Nikolaj Davydenko  | 5    | Swiss Open, Gstaad                | Terra rossa     | 1T    | 3-6, 6-4, 7-5                    |
| 7.   | Tommy Robredo      | 7    | Stuttgart Open, Stoccarda         | Terra rossa     | 1T    | 7-6(5), 6-2                      |
| 2008 |                    |      |                                   |                 |       |                                  |
| 8.   | David Ferrer       | 5    | Open di Francia, Parigi           | Terra rossa     | QF    | 6-3, 3-6, 6-3, 6-1               |
| 9.   | David Nalbandian   | 8    | Olimpiadi, Pechino                | Cemento         | 3T    | 6-4, 6-4                         |
| 10.  | David Nalbandian   | 7    | US Open, New York                 | Cemento         | 3T    | 6-3, 6-4, 6-2                    |
| 11.  | Fernando González  | 10   | Madrid Open, Madrid               | Cemento (i)     | 2T    | 6-3, 6-4                         |
| 12.  | Andy Roddick       | 8    | Madrid Masters, Madrid            | Cemento (i)     | 3T    | 6-4, 3-6, 6-3                    |
| 2009 |                    |      |                                   |                 |       |                                  |
| 13.  | Rafael Nadal       | 1    | Qatar Open, Doha                  | Cemento         | QF    | 6-4, 6-4                         |
| 14.  | Andy Roddick       | 5    | Open di Francia, Parigi           | Terra rossa     | 4T    | 6-4, 6-2, 6-3                    |
| 2010 |                    |      |                                   |                 |       |                                  |
| 15.  | Andy Roddick       | 10   | Japan Open Championships, Tokyo   | Cemento         | QF    | 7-6(5), 4-6, 7-6(6)              |
| 16.  | Fernando Verdasco  | 9    | Paris Masters, Parigi             | Cemento (i)     | 3T    | 6(4)-7, 7-6(2), 7-5              |
| 17.  | Andy Murray        | 4    | Paris Masters, Parigi             | Cemento (i)     | QF    | 6-2, 2-6, 6-3                    |
| 18.  | Roger Federer      | 2    | Paris Masters, Parigi             | Cemento (i)     | SF    | 7-6(7), 6(1)-7, 7-6(4)           |
| 2011 |                    |      |                                   |                 |       |                                  |
| 19.  | David Ferrer       | 5    | Open di Francia, Parigi           | Terra rossa     | 4T    | 6-4, 2-6, 7-5, 1-6, 8-6          |
| 2012 |                    |      |                                   |                 |       |                                  |
| 20.  | Rafael Nadal       | 2    | Qatar Open, Doha                  | Cemento         | SF    | 6-3, 6-4                         |
| 2013 |                    |      |                                   |                 |       |                                  |
| 21.  | Tomáš Berdych      | 6    | Open di Francia, Parigi           | Terra rossa     | 1T    | 7-6(8), 6-4, 6(3)-7, 6(4)-7, 7-5 |
| 22.  | Roger Federer      | 7    | Shanghai Masters, Shanghai        | Cemento         | 3T    | 6-4, 6(5)-7, 6-3                 |
| 2014 |                    |      |                                   |                 |       |                                  |
| 23.  | Richard Gasquet    | 9    | Qatar Open, Doha                  | Cemento         | 2T    | 6-2, 7-5                         |
| 24.  | Richard Gasquet    | 9    | Open Sud de France, Montpellier   | Cemento (i)     | F     | 6-4, 6-4                         |
| 25.  | Grigor Dimitrov    | 8    | US Open, New York                 | Cemento         | 4T    | 7-5, 7-6(6), 7-5                 |
| 26.  | Roger Federer      | 2    | Coppa Davis, Lilla                | Terra rossa (i) | F     | 6-1, 6-4, 6-3                    |
| 2015 |                    |      |                                   |                 |       |                                  |
| 27.  | Roger Federer      | 2    | Monte Carlo Masters, Monte-Carlo  | Terra rossa     | 3T    | 6-4, 7-6(5)                      |
| 2016 |                    |      |                                   |                 |       |                                  |
| 28.  | Jo-Wilfried Tsonga | 9    | Monte Carlo Masters, Monte-Carlo  | Terra rossa     | SF    | 6-1, 6-3                         |
| 29.  | Milos Raonic       | 7    | Canadian Open, Toronto            | Cemento         | QF    | 6-4, 6-4                         |
| 2017 |                    |      |                                   |                 |       |                                  |
| 30.  | Kei Nishikori      | 9    | Canadian Open, Montréal           | Cemento         | 2T    | 6(4)-7, 7-5, 7-6(6)              |
| 2018 |                    |      |                                   |                 |       |                                  |
| 31.  | Marin Čilić        | 3    | Rio Open, Rio de Janeiro          | Terra rossa     | 2T    | 6-3, 7-6(8)                      |
| 32.  | John Isner         | 9    | Vienna Open, Vienna               | Cemento (i)     | 2T    | 6-4, 6-4                         |
| 2019 |                    |      |                                   |                 |       |                                  |
| 33.  | Marin Čilić        | 10   | Dubai Tennis Championships, Dubai | Cemento         | 1T    | 6-3, 4-6, 6-0                    |
| 2022 |                    |      |                                   |                 |       |                                  |
| 34.  | Daniil Medvedev    | 1    | Indian Wells Open, Indian Wells   | Cemento         | 3T    | 4-6, 6-3, 6-1                    |
| 2023 |                    |      |                                   |                 |       |                                  |
| 35.  | Stefanos Tsitsipas | 4    | Canadian Open, Toronto            | Cemento         | 2T    | 6-4, 6-3                         |
| 2024 |                    |      |                                   |                 |       |                                  |
| 36.  | Hubert Hurkacz     | 8    | Indian Wells Open, Indian Wells   | Cemento         | 2T    | 6-0, 6(5)-7, 6-2                 |
| 37.  | Carlos Alcaraz     | 3    | Cincinnati Open, Cincinnati       | Cemento         | 2T    | 4-6, 7-6(5), 6-4                 |